# North American P-51 Mustang
Pour les articles homonymes, voir Mustang.
 (août 2007).
Le P-51 Mustang est un avion de chasse américain conçu par North American Aviation. Utilisé lors de la Seconde Guerre mondiale, il est au départ développé pendant l'année 1940 pour répondre au besoin urgent de chasseurs supplémentaires de la Royal Air Force.
Bien que performant à basse altitude grâce à sa grande finesse aérodynamique, son moteur Allison V-1710 — dont le système de suralimentation est peu évolué — limite dans un premier temps son emploi en tant que chasseur de supériorité aérienne. À la suite de l'adaptation de l'excellent moteur britannique Rolls-Royce Merlin, ce qui ne change pas son autonomie de vol, l'appareil devient l'avion d'escorte dont ont besoin les États-Unis pour accompagner leurs grands raids de bombardiers stratégiques de jour au-dessus de l'Allemagne.
En 1944, il a une part déterminante dans l'obtention de la supériorité aérienne sur le front ouest européen. Il est le deuxième chasseur américain le plus produit de la Seconde Guerre mondiale, avec 15 586 exemplaires produits (derrière le Republic P-47 Thunderbolt et devant le Curtiss P-40 Warhawk). Ses principaux atouts sont sa vitesse et surtout son très grand rayon d'action. Beaucoup le considèrent comme le meilleur chasseur à hélice de tous les temps. Le nom de l'avion (Mustang) fut donné par les Britanniques, les Américains l'ayant tout d'abord baptisé Apache.

## Un remplaçant pour le Curtiss P-40
Peu de temps après le début de la guerre, des responsables de la Royal Air Force prospectent aux États-Unis pour pallier leur manque d'avions de chasse. Le P-40, seul chasseur américain comparable à cette époque aux productions européennes, est commandé à Curtiss mais l'usine est déjà aux limites de production.

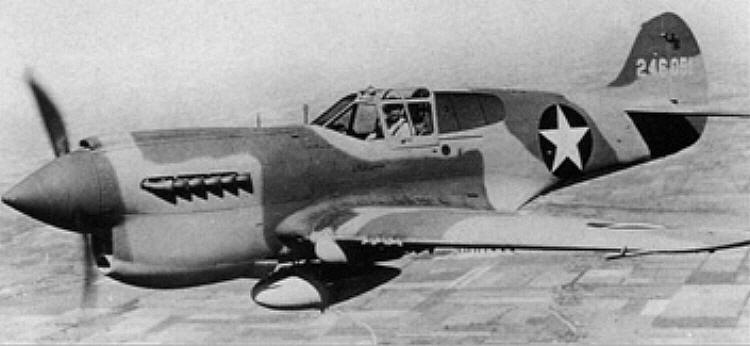
Curtiss P-40

 Celle de North American Aviation est appréciée par les Britanniques qui lui ont déjà acheté de nombreux avions d'entraînement NA-16, en particulier pour la régularité de ses livraisons. Ils la contactent donc pour produire sous licence des P-40D, en avril 1940. Dutch Kindleberger, le président de North American Aviation, bien que prêt à accepter la licence de Curtiss-Wright Corporation, affirme qu'il peut créer un chasseur supérieur équipé du même moteur, dans des délais similaires à la mise en production du P-40. Les Britanniques acceptent la proposition le 10 avril 1940, à la condition que le prototype soit prêt avant quatre mois.

## Le prototype NA-73X

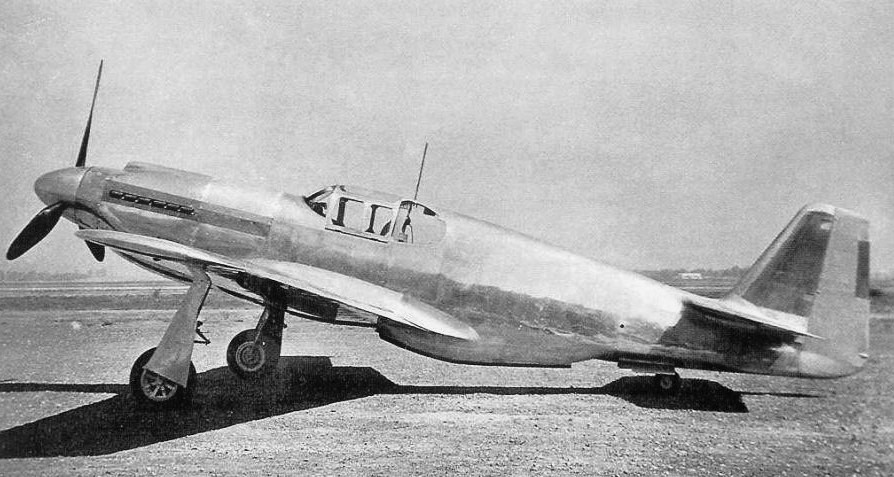
North American NA-73X -NX19998-

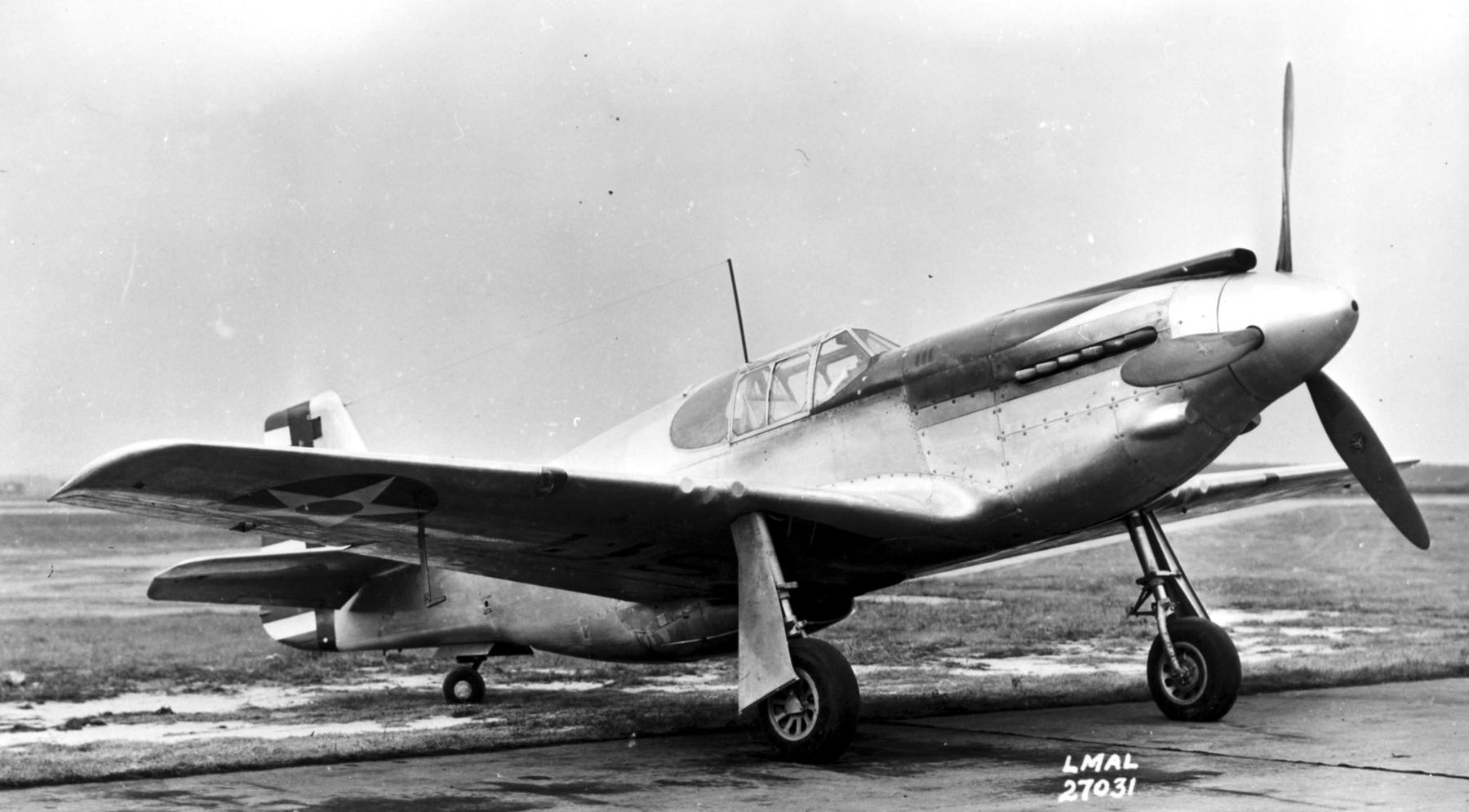
Un des deux prototypes XP-51, n°41-039 en évaluation à l'USAAC le 29 décembre 1941

En réalité, le bureau d'études dirigé par Edgar Schmued travaille depuis l'été 1939 à un projet de chasseur, et une bonne part du travail de conception est déjà effectuée en mars 1940. Pour simplifier au maximum la production, les ingénieurs ont réutilisé beaucoup d'éléments de leur avion d'entraînement alors en production, le North American T-6 Texan. Cependant ils optent pour deux nouveautés technologiques, qui vont déterminer le succès de l'avion : le profil d'aile NACA 45-100 à écoulement laminaire, récemment conçu par le NACA et un radiateur de fuselage à effet propulsif, développé par Curtiss.
Les Britanniques (en réalité, la commission d'achat franco-britannique et pas seulement les britanniques) conscients que North American n'a jamais construit de chasseur, insistent quand même pour que la compagnie obtienne les données aérodynamiques de Curtiss sur le P-40 et le XP-46, ce qui fait l'objet d'un contrat de 56 000 dollars entre les deux compagnies américaines. Les données ne semblent toutefois pas avoir beaucoup servi dans la conception ; les dessins préliminaires sont prêts bien antérieurement. Par ailleurs, l'United States Army Air Corps (USAAC), forte de son droit de veto sur l'exportation de tout avion, oblige la RAF à lui fournir deux exemplaires gratuitement. Le 4 mai, le veto est levé et un contrat est signé le 23 mai pour le NA-73X, suivi d'un autre le 29 mai pour trois cent vingt exemplaires de série, à la condition que les essais soient réussis. Le prototype effectue son premier vol le 26 octobre 1940.

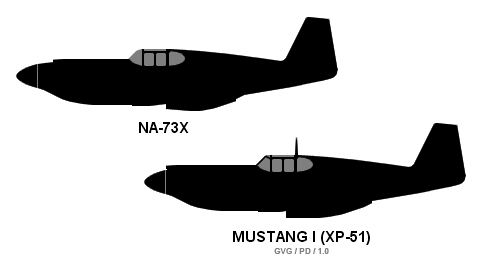
Comparatif entre le projet initial (NA-73X) et final (XP.51)

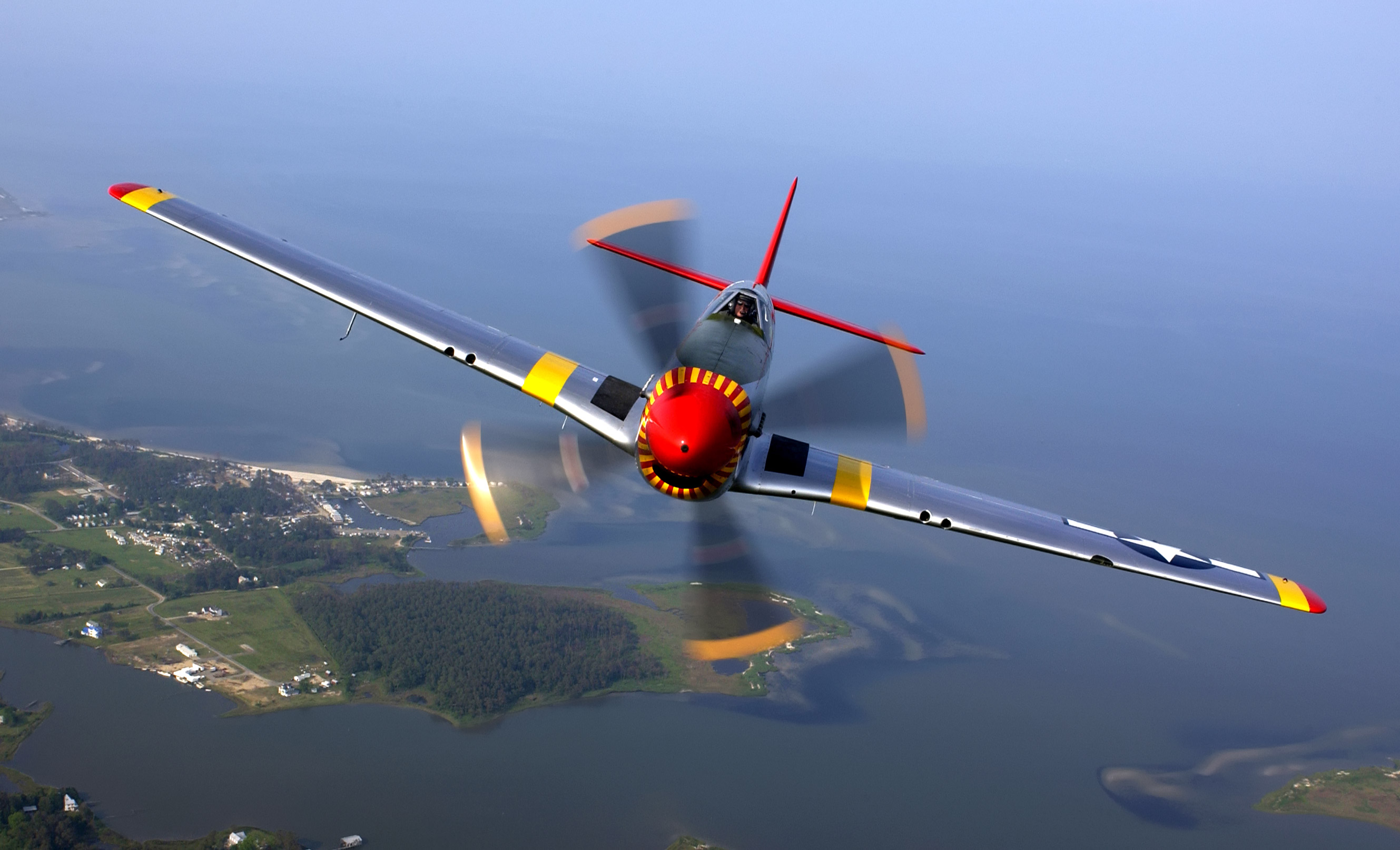
Un North American P-51 Mustang en vol. Photo prise durant un show aérien dans la base de l'Air Force à Langley, en Virginie (États-Unis d'Amérique)

### Caractéristiques

#### Rayon d'action
L'avion est très fin, aérodynamique et emporte presque deux fois plus de carburant qu'un Spitfire. Chaque aile contient un grand réservoir, qui occupe l'espace entre les deux longerons, de l'emplanture jusqu'au milieu de l'envergure. Le rayon d'action de l'appareil est considérablement augmenté par rapport à celui du P-40.

#### Voilure
La valeur importante du rayon d'action souhaité impose une faible traînée à grande vitesse, et en particulier un écoulement à laminarité étendue sur le profil d'aile. Ce profil atteint son épaisseur maximale, non plus au tiers de la corde, mais à la moitié. Ceci augmente le volume intérieur utile, ce qui permet de loger plus facilement l'armement, le train d'atterrissage et la plupart du carburant directement dans l'aile. Le profil d'aile a moins de portance qu'un profil classique, ce qui conduit au montage de grands volets pour les basses vitesses.

#### Aérodynamique
Tout est fait pour garantir la meilleure finesse aérodynamique, sans pour autant sacrifier la facilité de maintenance. Les radiateurs du liquide de refroidissement et d'huile sont placés très en arrière sous le fuselage, derrière le poste de pilotage, avec leurs évacuations presque au niveau de la roulette de queue.
Le capot moteur est très enveloppant, mais démontable facilement et de grande taille. Il permet un accès facile à tout le moteur et son démontage rapide. Le seul détail discordant dans la ligne est la présence de la prise d'air du carburateur sur le dessus du capot moteur, très en arrière de l'hélice.

#### Sous-ensembles
Toute la construction est métallique, principalement à base d'aluminium et de ses alliages. Seules les gouvernes sont entoilées. Le fuselage est divisé en trois sections assemblées par vis ; de même chaque aile comprend deux parties, une interne et une externe. Ces sept sous-ensembles, finis indépendamment, ne sont assemblés que lors du montage final, et peuvent donc être facilement séparés par la suite sur le terrain, si le besoin s'en fait sentir.
Le pilote est logé dans un habitacle relativement spacieux, bien agencé pour l'époque, son dos est protégé par une plaque de blindage épaisse de huit millimètres et l'avant par un pare-brise blindé.
Le train d'atterrissage, relativement simple, s'ouvre vers l'extérieur, et a donc une large voie de plus de trois mètres, les roues se plaçant dans la racine des ailes. La roulette de queue est aussi escamotable, son logement est obturé par deux petites portes.

#### Armement
À l'extérieur des réservoirs vient se loger la plupart de l'armement avec, de chaque côté, une mitrailleuse Browning de 12,7 mm et deux de 7,62 mm. Les mitrailleuses sont, du fait de la finesse de l'avant de l'aile, pratiquement couchées sur leurs flancs, leurs magasins placés à leur extérieur entre les longerons. Deux autres Browning de 12,7 mm sont placées de part et d'autre du moteur, juste en dessous de l'échappement. Deux points d'attache sous la voilure permettent l'emport de charges.

#### Puissance en altitude
Le Mustang reste par contre handicapé par les limitations de son moteur en altitude. En effet l'Allison V-1710, seul véritable moteur américain en ligne et à refroidissement liquide, souffre du retard des États-Unis dans la fabrication de compresseurs mécaniques. Le moteur Allison du Mustang I avait un compresseur à un étage qui faisait chuter rapidement la puissance au-dessus de 15 000 pieds (4 572 m). Cela le rendait impropre à une utilisation aux altitudes où se déroulaient les combats en Europe. Les tentatives d'Allison pour développer un moteur à haute altitude ont été financées et ont produit le V-1710-45, qui comportait un compresseur auxiliaire à vitesse variable développant 1 150 chevaux impériaux (858 kW) à 22 400 pieds (6 828 m). En novembre 1941, la NAA étudia la possibilité de l'utiliser, mais adapter sa longueur excessive au Mustang nécessiterait d'importantes modifications de la cellule et entraînerait de longs retards de production,. En mai 1942, à la suite de rapports positifs de la RAF sur les performances du Mustang I en dessous de 15 000 pieds, Ronald Harker, pilote d'essai pour Rolls-Royce, suggéra d'installer un Merlin 61, tel qu'il équipait le Spitfire Mk IX. Le Merlin 61 avait un compresseur à deux vitesses, à deux étages et à refroidissement intermédiaire, conçu par Stanley Hooker de Rolls-Royce. Le Merlin 61 et le V-1710-39 étaient tous deux capables d'environ 1 570 hp (1 171 kW) en puissance d'urgence de guerre à une altitude relativement basse, mais le Merlin a développé 1 390 hp (1 037 kW) à 23 500 pieds (7 163 m) contre 1 150 hp (858 kW) de l'Allison à 11 800 pieds (3 597 m),,, offrant une augmentation de la vitesse de pointe de 630 km/h à ~15 000 pieds (4 572 m) à environ 710 km/h à 28 100 pieds (8 564,88 m). Les premiers vols de ce qui était connu chez Rolls-Royce comme le Mustang Mk X ont été effectués à l'aérodrome d'Hucknall en octobre 1942.

### Premiers essais
L'assemblage final a lieu le 9 septembre 1940, soit 102 jours après la signature du contrat, mais l'avion sort de l'usine sans moteur, ce qui retarde d'une vingtaine de jours son premier vol. Retardé également par la fourniture de nouveaux freins à disque, il emprunte un train d'atterrissage de T-6. L'armement n'est pas monté, mais ses futurs emplacements sont peints sur les ailes. La fourniture du moteur n'a pas lieu dans les temps, car en tant que projet privé, le NA-73 ne dispose pas de la même priorité que par exemple le P-40 qui est lui une commande gouvernementale. Le moteur un Allison V-1710F-3R de 1 150 ch, finit par arriver et être monté dans la cellule.
Le 26 octobre 1940, le pilote d'essai Vance Breese (en) fait voler l'avion pour la première fois, sous l'immatriculation civile NX-19998. Les résultats sont d'entrée satisfaisants : avec 580 km/h à 3 000 mètres, le prototype est 40 km/h plus rapide que le P-40 équipé du même moteur. Les volets sont modifiés ; on abaisse l'entrée d'air du radiateur pour la déplacer en dehors de la couche limite ralentie. Pendant le cinquième vol d'essai, le 20 novembre, le nouveau pilote Paul Balfour oublie de changer de réservoir ; le moteur cale, il doit se poser en catastrophe, endommageant le prototype.
Cette version officielle de l'accident est cependant contestée, certains mettant en avant que la prise d'air du carburateur a été rallongée juste après les faits presque jusqu'à l'hélice, pour augmenter l'admission d'air du moteur aux angles d'attaque élevés. Ceci incite à penser que Balfour a été victime d'un arrêt moteur à la suite d'un étouffement, mais qu'il a dû remplir son rapport d'essais en évitant de mettre en cause la conception de l'avion. Le NA-73X, réparé, reprend ses vols, dès le 11 janvier 1941, et entame un programme d'essai qui dure jusqu'au 15 juillet.

## LesMustang Ibritanniques

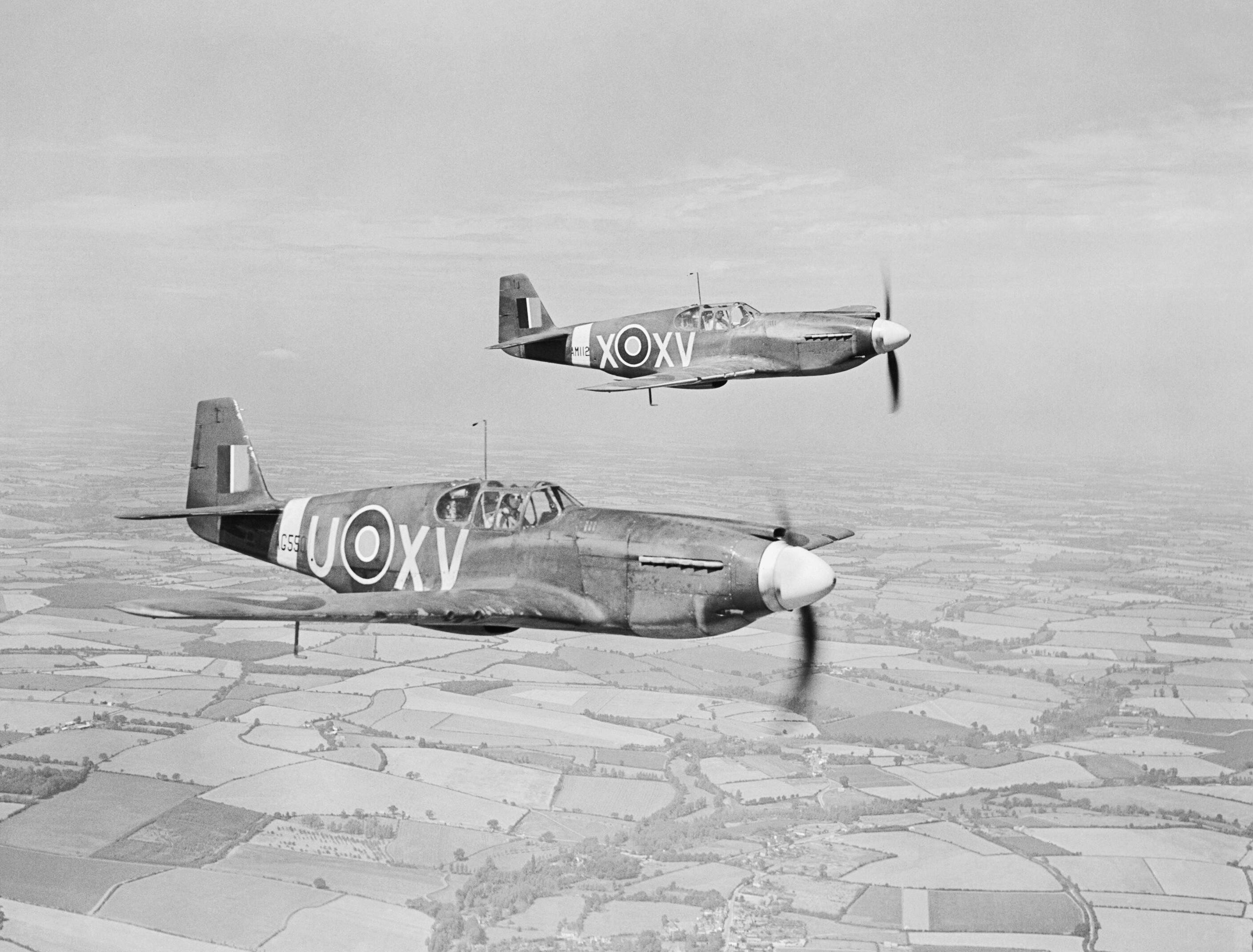
Mustang I du 2nd Sqn RAF en vol en 1942

Comme le NA-73X n'a révélé que peu de défauts et de problèmes, la production des exemplaires de série pour la RAF, NA-73, démarre presque immédiatement. Le premier avion de série vole dès le 23 avril 1941, bien avant la date prévue originellement. Il est retenu par North American Aviation aux États-Unis pour des essais plus poussés et n'est donc lui non plus jamais armé. Le premier Mustang à être armé est le second exemplaire de série qui est aussi le premier à être envoyé en Angleterre, où il arrive le 24 octobre. Les vingt premiers arrivés en Grande-Bretagne sont alors utilisés pour des tests.
Le AM106 expérimente par exemple l'emport de huit roquettes, de réservoirs largables et même le montage sous l'aile de deux canons Vickers de 40 mm. L'armement normal est de quatre mitrailleuses de 12,7 mm et quatre de 7,62 mm. Tous les Mustang de la RAF sont en outre dotés d'une caméra oblique K-24, derrière le pilote, et d'une cinémitrailleuse, sur le bout de l'aile gauche. Par la suite une caméra verticale est ajoutée en avant de la roulette de queue. Dès décembre 1940, les Britanniques commandent 300 avions de plus, désignés NA-83. Ils ne différent des précédents NA-73 que par l'usage de nouvelles pipes d'échappement aplaties dont la forme évoque une queue de poisson. Les radios, les viseurs et divers autres équipements fournis par l'industrie britannique ne sont montés qu'à l'arrivée en Angleterre. Ils commencent à être versés dans les unités de combat en janvier 1942 et le 26e escadron de chasse est déclaré opérationnel en février, deux autres le sont en avril et huit en juin. Les Britanniques, soucieux du fait de la grande ressemblance générale de l'appareil avec le Me-109, font peindre des bandes jaunes autour des ailes pour faciliter son identification. Également conscients de ses limitations en altitude, ils utilisent l'avion pour des reconnaissances à basse altitude au-dessus de la France occupée. Ces missions appelées Poplard utilisaient deux Mustang, l'un s'occupant de photographier, l'autre le couvrant contre la chasse allemande.
Le 10 mai, l'avion mène sa première action de combat, le mitraillage d'un aérodrome et d'un train de ravitaillement allemand sur la côte française par le Flying Officer G. N. Dawson du 26e escadron. Un premier appareil est perdu en juillet lors de ces missions. Le 19 août 1942, lors des opérations liées au débarquement de Dieppe, marque la première victoire aérienne de l'avion (un Focke-Wulf Fw 190). Curieusement, ce fait d'armes est l'œuvre d'un pilote américain engagé volontaire au 414e escadron canadien. De nouvelles missions sont alors confiées aux paires de Mustang, les Rhubarbs, qui visent des objectifs ponctuels en France, Belgique et Hollande occupées, et les Rangers dont les objectifs sont simplement d'opportunité. Ces objectifs sont assez limités, pour éviter les pertes au sein des populations civiles des pays occupés par l'ennemi. D'autres avions sont affectés au Costal Command pour intercepter les raids de chasseurs bombardiers Fw 190 contre les ports de la Manche. En octobre 1942, au cours d'une mission sur Dortmund, le Mustang devient le premier chasseur monomoteur à survoler et à attaquer l'Allemagne, au-dessus de laquelle les restrictions d'objectifs sont nettement assouplies.
À cette époque, le premier lot de 318 avions est entièrement livré, ainsi que la plupart du deuxième de 300. Les 618 Mustangs I équipent 14 escadrons : les 2e, 4e, 16e, 26e, 63e, 169e, 239e, 241e, 268e, et 613e de la RAF, les 400e, 414e et 430e de la RCAF et le 309e polonais de la RAF. Les 93 Mustang IA servent dans les escadrons 2, 63, 168, 170, 268 et 516 de la RAF. Ces unités opèrent au sein du Army Cooperation Command, jusqu'à la dissolution de celui-ci en juin 1943. Après un passage au sein du Fighter Command, elles sont affectées à la Second Tactical Air Force pour soutenir le débarquement en Europe. En juin 1944, trois escadrilles de la RAF et deux de la RCAF opèrent toujours sur Mustang I et II. Certaines restent en activité jusqu'en 1945, détruisant pendant ces 30 mois plus de 200 locomotives et 200 péniches, pour la perte d'un avion par la Luftwaffe, de cinq par la Flak et la disparition inexpliquée de deux autres.
Les premiers Mustang
- NA-73 Mustang I immatriculation britannique AG345 à AG664
- NA-73 XP-51 immatriculation USAAF 41-038 et 41-039[12]
- NA-83 Mustang I immatriculation britannique AL958 à AL999, AM100 à AM257 et AP164 à AP263[12].

## Premières commandes américaines

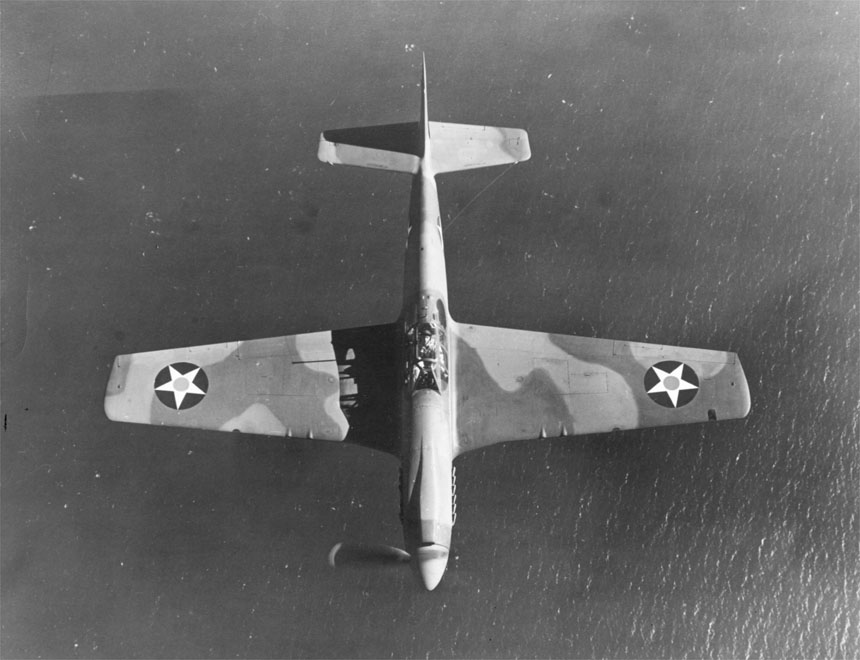
P-51A

Le quatrième et le dixième NA-73 sont pris en compte par l'USAAF sous le nom de XP-51, qui les teste sans grand enthousiasme ni empressement. Ce manque d'intérêt amène, même après guerre, à une enquête très serrée de la part du Truman Committee, certains y voyant une possible corruption de la part de Curtiss ; Kindelberger aurait refusé de lui verser des pots-de-vin, pour obtenir des contrats de production sur l'avion avec l'USAAC. Il semble néanmoins que les causes soient plus bénignes et liées à la bureaucratie militaire et peut-être à un syndrome « pas inventé ici », car l'avion est issu de spécifications britanniques.
Entre-temps, le congrès américain adopte la loi du « prêt-bail » et, dans ce cadre, l'USAAF commande alors à North American Aviation, le 25 septembre, 150 avions du type NA-91 ou P-51 pour les livrer à la RAF qui les emploie sous le nom de Mustang IA. Selon les recommandations britanniques, l'armement est maintenant de quatre canons Hispano-Suiza de 20 mm dans les ailes. Au vu des succès du Mustang en Europe, l'USAAF finit par s'y intéresser, et 55 d'entre eux sont retenus par l'USAAF, qui les réarme avec quatre mitrailleuses de 12,7 mm, en lieu et place des canons, et les dote de deux caméras K-24 dans le fuselage. Officiellement ils sont désignés F-6A Apache, mais quand les livraisons interviennent à mi-1942, le surnom britannique Mustang est adopté par la troupe. En mars 1943, une série de 25 F-6A est affecté au 154e Observation Group, basé à Oujda au Maroc, qui devient ainsi la première unité de l'USAAF dotée de P-51. Ils mènent des reconnaissances, de la même façon que ceux des Britanniques, comme la couverture de l'aérodrome de Kairouan en Tunisie, le 10 avril. Comme cela a été craint précédemment par les Britanniques, la première perte est due à une méprise de l'artillerie antiaérienne alliée. Deux autres sont conservés pour des expérimentations de moteurs et deviennent plus tard les deux XP-51B.

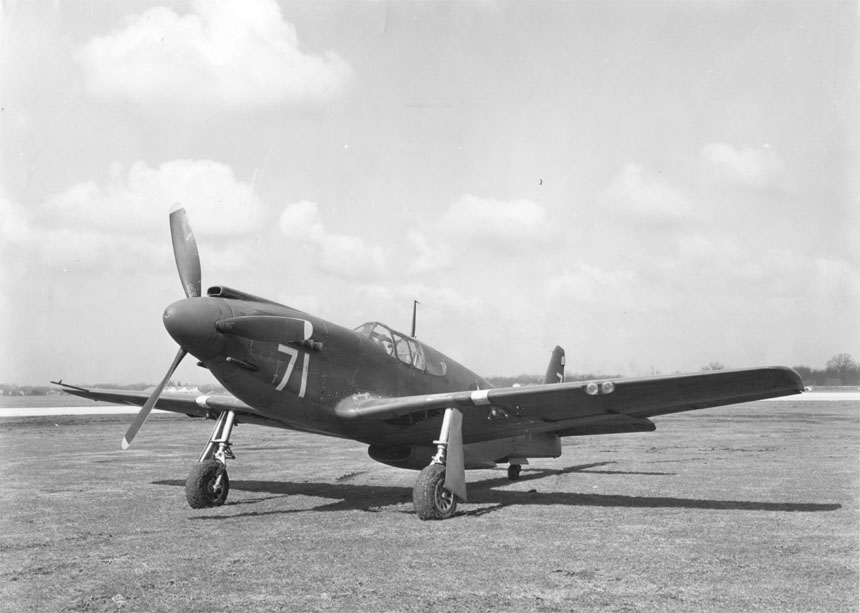
A36 Apache

Il faut attendre le 16 avril 1942 pour que l'USAAF, finalement, en particulier grâce au travail du général Henry Harley Arnold, son chef d'état-major, se décide à commander les premiers avions pour son usage propre, cinq cents exemplaires d'une variante NA-97, spécialisée dans le bombardement en piqué, pourvue de deux lance-bombes sous les ailes et d'aérofreins sur le bord de fuite de la voilure, permettant de limiter la vitesse de piqué en dessous de quatre cents kilomètres par heure. Ces avions produits entre novembre 1942 et mars 1943, ne servent que dans la force aérienne américaine. Leur désignation officielle de A-36A Apache fut modifiée officieusement à l'occasion du débarquement de Sicile, en A-36A Invader. Motorisés par un Allison V-1710-87 de 1 325 ch, ils sont armés de six mitrailleuses de 12,7 millimètres, quatre dans les ailes et deux sur les côtés du moteur, ces deux dernières sont cependant souvent démontées. Ils embarquent généralement deux bombes de deux cent vingt-sept kilogrammes sur leurs points d'ancrage d'intrados d'aile.
En mars 1943, les premiers A-36A commencent à équiper les 27e et 86e groupes de chasseurs-bombardiers, qui sont envoyés en Tunisie et participent à leur première action lors de l'attaque sur l'île de Pantelleria, le 6 juin. Ils sont employés, dès lors, tout au long des campagnes sicilienne et italienne, avec beaucoup de succès, comme à Monte-Cassino, ou quand ils coulèrent le paquebot Conte di Savoia. Pour éviter les méprises, ils reçoivent une livrée vert olive, des bandes jaunes sur les ailes à l'exemple des avions de la RAF et des cercles de même couleur autour des cocardes. Un seul autre groupe de A-36 est employé, le 311e, qui, basé en Inde, opère en Birmanie. Beaucoup de sources affirment que l'emploi opérationnel du A-36 est décevant. Il semble qu'à l'inverse il soit plutôt réussi, l'avion se révélant un bon bombardier en piqué et une plate-forme très stable lors des passes de mitraillage au sol. Les attaques en piqué sont entamées à 4 000 ou 3 000 mètres, avec un largage des bombes vers 1 000 mètres ; la vitesse est maintenue constante par les freins de piqué aux alentours de 485 km/h et le moteur relativement silencieux permet souvent l'effet de surprise. De même, l'avion est capable de se faufiler à quelques mètres du sol, en évitant les immeubles et les arbres tout en mitraillant ses objectifs. Bien qu'il encaisse bien en général les dégâts, il est vrai, comme tous les Mustang, qu'il se révèle extrêmement vulnérable au tir du sol touchant son circuit de refroidissement et aux méprises de tirs amis, et un total de 177 A-36A est perdu en opération. Bien qu'il ne soit pas un chasseur, il est quand même crédité de 110 avions ennemis en combat aérien et il se révèle très dangereux pour les pilotes allemands qui se laissent entraîner à le combattre en dessous de 3 000 mètres. Un premier as sur Mustang apparut, le lieutenant Michael T. Russo du 27e groupe.
Une rumeur affirme que les freins de piqué sont si peu efficaces que dès l'usine ils sont court-circuités, mais d'après les rapports d'opérations en Italie, il semble au contraire que les freins de piqué se sont montrés extrêmement efficaces, la précision en bombardement étant excellente. Leur retrait des premières lignes au cours de juillet 1944 est plus dû à un problème de logistique, les pièces de rechange devenant rares, qu'à un réel souci d'efficacité. Dès juillet 1943, ils sont rejoints par les premiers P-51A de chasse qui les accompagnent aussi bien en Italie qu'en Birmanie. En Asie, déployés au sein du 1er groupe commando aérien, du lieutenant-colonel Philip Cochran, ils soutiennent au plus près l'armée des Chindits du général Wingate, opérant à partir de petites pistes. Ils ne sont cependant pas à la fête contre les Nakajima Ki-43 Hayabusa qui, bien que sous-armés et non blindés, sont dangereux du fait de leur grande manœuvrabilité.

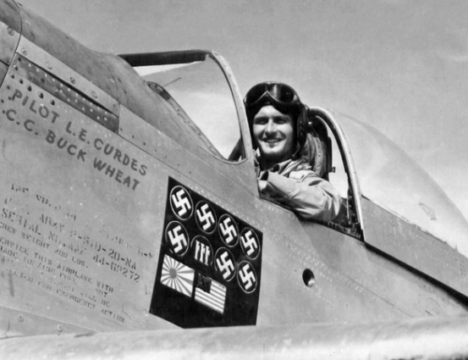
Louis E. Curdes aux commandes d'un P-51 Mustang, Philippines, 1945.

Le 24 août, l'USAAF passe commande de ses premiers chasseurs Mustang, des NA-99, qu'elle met en service sous le nom de P-51A Mustang. Commandés à 1 200 exemplaires, seuls 310 sont construits en trois blocs, 100 P-51A-1-NA, 55 P-51A-5-NA et 155 P-51A-10-NA, de mars à mai 1943. Conçus comme chasseurs, ils n'ont plus de freins de piqué et leur armement est limité aux quatre mitrailleuses d'aile, mais les deux points d'emport sont maintenus. Le moteur est maintenant un Allison V-1710-81, dont le compresseur donne encore de meilleures performances en basse altitude. Équipé aussi d'une nouvelle hélice de plus grand diamètre, le P-51A est alors capable de dépasser 650 km/h vers 3 000 mètres d'altitude. Trente cinq d'entre eux, les mitrailleuses démontées et équipés de deux caméras K-24, sont mis en service comme F-6B de reconnaissance. Cinquante P-51A-1-NA sont envoyés à la RAF, qui les emploie comme Mustang II en remplacement des Mustang IA auparavant transformés en F-6A. Un exemplaire est affecté à l'US Navy pour des essais sur porte-avions.
Mustang à moteur Allison américain
NA-91 immatriculation USAAF 41-37320 à 41-37469
Mustang Ia immatriculation britannique FD418 à FD567
NA-97 A-36A immatriculation USAAF 42-83663 à 42-84162 (42-83685 immatriculation britannique EW998)
NA-99 P-51A immatriculation USAAF 43-6003 à 43-6312
Mustang II immatriculation britannique FR890 à FR939

## Le mariage réussi avec le Merlin, les P-51B et C
Le 30 avril 1942, à la suite de l'essai d'un Mustang de la RAF, le pilote d'essai de la firme Rolls-Royce, Ronald W. Harker, déclare que selon lui, l'avion serait la cellule idéale pour le nouveau moteur Merlin 60. Les ingénieurs du motoriste demandent alors à louer trois Mustang pour tenter l'adaptation du moteur. Le programme est autorisé le 12 août 1942 et cinq avions y sont affectés. Ils sont tous équipés de Merlin 65. L'augmentation de puissance est d'environ 200 ch à 6 000 mètres et de 490 ch à 7 500 mètres. Le compresseur à deux étages du moteur anglais, provoquant l'élévation de la température de l'air admis à près de 200 °C, nécessite donc le montage d'un radiateur supplémentaire pour le refroidir avant le carburateur. Les ingénieurs choisissent de placer celui-ci en dessous de la casserole d'hélice. Ils groupent son entrée d'air avec celle du carburateur spécifique du Merlin où la circulation d'air se fait vers le haut. La prise sur le dessus du capot, elle, disparaît. Désigné Mustang X, le premier exemplaire vole le 12 octobre et le deuxième, le 13 novembre. D'abord équipé d'une hélice de Spitfire IX, on leur en dessine bientôt une spécifique, quadripale, elle aussi, mais de plus grand diamètre. Les quatrième et cinquième sont passés à l'USAAF, pour qu'elle puisse aussi évaluer l'avion. Rolls-Royce propose alors à la RAF, de remotoriser cinq cents Mustang, mais faute d'infrastructures suffisantes pour réaliser la conversion, le projet est abandonné.

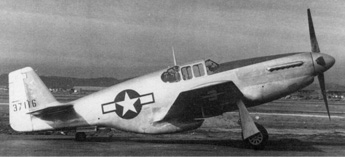
P-51B

L'idée est reprise par North American, par l'intermédiaire de l'attaché militaire américain à Londres, le major Thomas Hitchcock. North American Aviation obtient l'autorisation de monter deux Merlin 65 importés, le 25 juillet 1942, alors que le motoriste Packard de Détroit négocie avec Rolls-Royce une licence pour produire le moteur. Les deux Mustang IA restés aux États-Unis sont choisis et, sous la désignation de NA-101, la conversion commence. Bien que s'appuyant sur les travaux britanniques, le projet de North American, mené seulement par des ingénieurs de la firme, est très différent et le résultat est encore plus réussi. Ils adoptent eux aussi une entrée d'air pour le carburateur en dessous de la casserole d'hélice, mais par contre placent le radiateur supplémentaire pour le compresseur dans le groupe situé derrière le pilote. Ils évitent ainsi la tendance au déséquilibre longitudinal rencontré sur les Mustang X du fait de leur grande protubérance en dessous de l'hélice. Le capotage du moteur reste ainsi bien mieux soigné avec une finesse aérodynamique aussi bonne, voire meilleure que les P-51A, puisque les emplacements de mitrailleuses du fuselage sont éliminés. Le groupe des radiateurs est repensé pour l'occasion, le radiateur d'huile étant séparé du principal et placé sur l'avant, pourvu de sa propre sortie d'air. La structure est aussi renforcée pour pouvoir utiliser pleinement la puissance maintenant disponible, les ailerons sont construits entièrement en métal et la charge embarquable sur les pylônes d'ailes passe à 1 000 livres (soit 454 kg). Le premier NA-101 vole le 30 novembre 1942 avec Bob Chilton aux commandes. L'USAAF qui a envisagé d'appeler l'avion XP-78 du fait de l'importance de la modification, revient bientôt à la désignation de XP-51B. Les performances du prototype sont époustouflantes avec une vitesse de pointe à 9 000 mètres de 713 km/h, soit cent de plus qu'un Mustang avec un moteur Allison. Le problème de performances en haute altitude du Mustang — qui limitait son emploi opérationnel sur le front occidental — est enfin résolu. L'USAAF dispose enfin du chasseur à long rayon d'action capable d'escorter ses bombardiers au-dessus de l'Allemagne.

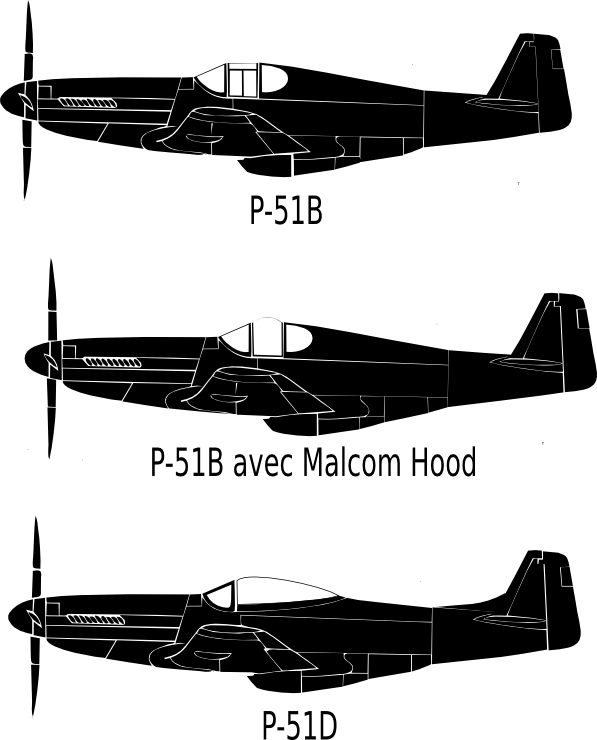

L'USAAF décide alors de passer un contrat pour deux mille deux cents NA-102 ou P-51B. Ils sont fabriqués à Inglewood en Californie et motorisés par le moteur Packard V-1650-3 (basé sur le Merlin 68). À cette occasion, l'usine est agrandie et la production de North American B-25 Mitchell est déplacée à Kansas City. La nouvelle usine de Dallas au Texas où a été transférée précédemment la production de North American T-6 Texan, reçoit l'ordre de produire aussi des Mustangs quasiment identiques, sous la dénomination de NA-103 ou P-51C. Le premier P-51B vole le 5 mai 1943, et le premier P-51C, le 5 août. Après quelques centaines d'exemplaires produits, on ajoute un nouveau réservoir derrière le pilote d'une capacité de 324 litres, cette modification étant intégrée sur les avions déjà produits en unité de combat. Le montage du Packard V-1650-7, plus puissant en altitude, donne ensuite naissance aux P-51B-10-NA et P-51C-10-NT. Un total de quatre-vingt-onze appareils est aussi prélevé sur les lots P-51B-10-NA (71) et P-51C-10-NT (20), et convertis en F-6C de reconnaissance photographique, par le montage soit de deux caméras obliques K-24, soit d'une K-17 et d'une K-22.
Le premier groupe à recevoir le nouveau P-51B, en octobre 1943, le 354e groupe de chasseurs, le reçoit presque par erreur, car il est chargé d'appui tactique au sein de la 9th USAAF, la bureaucratie de l'USAAF n'ayant apparemment pas intégré le changement d'emploi du nouvel avion. Le groupe est, malgré son affectation, chargé d'escorter les bombardiers de la 8th USAAF au-dessus de l'Allemagne. Il effectue sa première mission le 1er décembre 1943 et obtient sa première victoire dès le 16. Le 357e groupe suit, menant sa première mission d'escorte sur P-51B, le 11 février 1944, lui aussi de la 9th USAAF. Ils sont rapidement transférés à la 8th USAAF en échange du 358e encore doté du P-47. Même si les débuts des Mustang à moteur Allison furent loin d'être négligeables, le vrai départ de la carrière opérationnelle du Mustang dans l'USAAF se situe réellement lors de cet hiver 43-44, avec cette arrivée massive des modèles B et C au sein des 8th USAAF et 9th USAAF en Angleterre. Les 4e, 20e, 335e, 339e, 352e, 359e, 361e et 479e de la 8th USAAF et le 363e de la 9th USAAF, et en Italie le 52e de la 12th USAAF et les 325e, 332e et 31e de la 15th USAAF sont aussi dotés rapidement du nouveau chasseur.

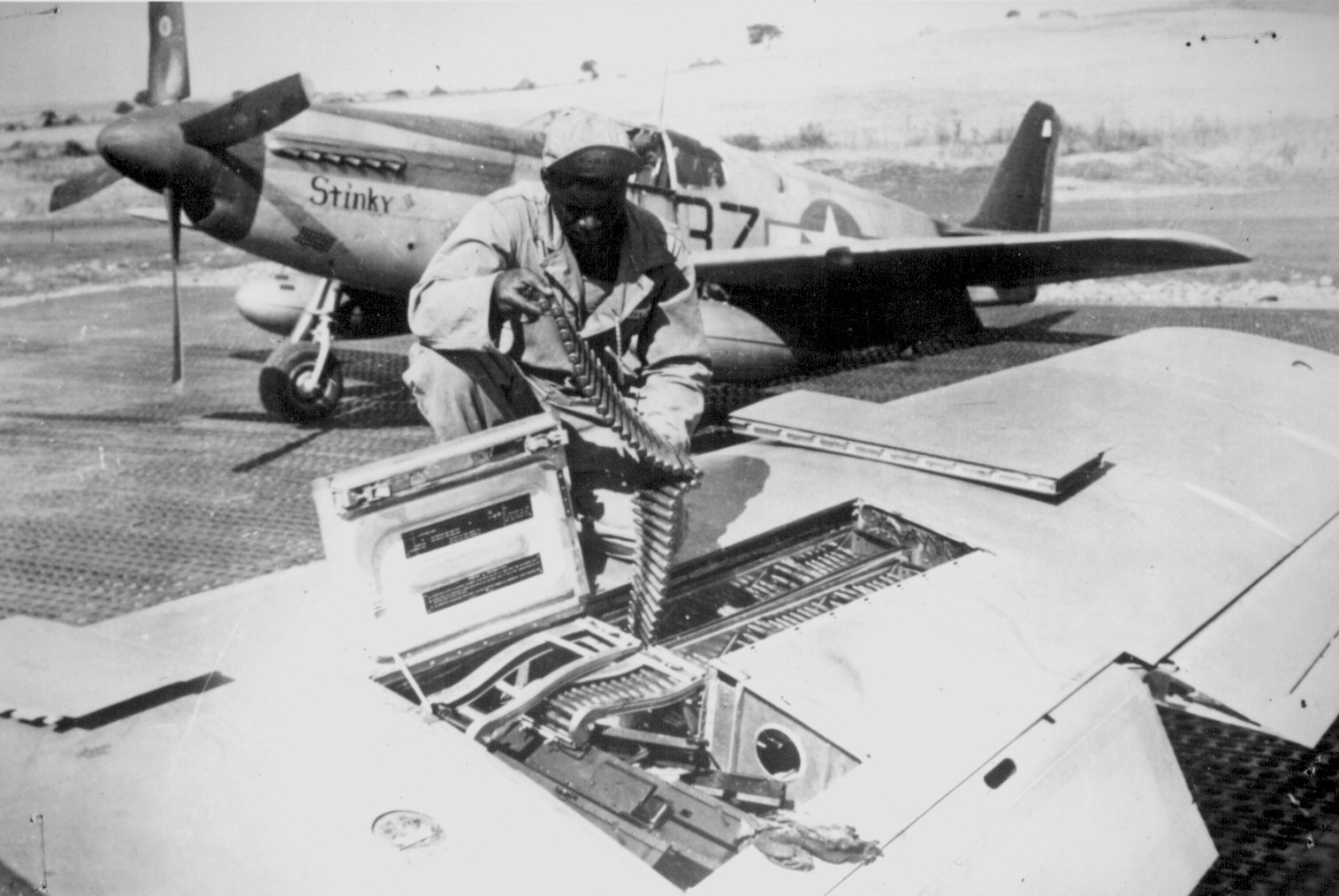
Un armurier du 99th FS recharge le P-51

L'année 1943 a révélé que les grandes formations de bombardiers de jour américaines sont vulnérables — contrairement aux théories de Giulio Douhet — si elles ne sont pas escortées par des chasseurs. Le Lockheed P-38 Lightning et le Republic P-47 Thunderbolt, chargés jusqu'alors de cette mission, sont tous les deux trop coûteux et d'une autonomie trop faible. L'arrivée du Mustang avec un moteur Merlin change cet état de chose pour les Américains : ils peuvent enfin effectuer des raids escortés très en profondeur en Allemagne. Les chasseurs bimoteurs allemands armés de roquettes, jusque-là responsables de la majorité des pertes de bombardiers, sont écartés du ciel. Les monomoteurs allemands, même s'ils adaptent leurs tactiques, en se regroupant pour effectuer de vastes passes frontales suivies d'une fuite plein gaz, sont mis en difficulté du fait de la suprématie numérique américaine. Grâce à une tactique très agressive des groupes de chasse américains, les Mustang effectuent des coups de balai en avant des raids. Cette offensive, menée sur le début de l'année 1944, provoque tellement de dégâts sur la Luftwaffe que celle-ci est dans l'impossibilité de s'opposer au débarquement de Normandie, les Alliés ayant alors gagné une supériorité aérienne totale sur l'Allemagne. Le Mustang, du fait de sa facilité de pilotage et de ses performances en vol supérieures, est déterminant dans l'obtention de cet avantage dans les airs. Les groupes ayant échangé leur P-47 contre des P-51B s'attribuent parfois cinq fois plus de victoires après leur reconversion. L'arrivée du modèle D amplifia encore cette tendance et les premiers chasseurs à réaction ou à moteur fusée des Allemands ne peuvent même pas renverser cette suprématie car, malgré leur supériorité en vitesse, ils restent vulnérables aux nombreuses formations de Mustang qui sillonnent le ciel à haute altitude. Un des premiers Messerschmitt Me-262 descendu l'est par un P-51D piloté par l'as Charles Elwood Yeager (premier pilote à franchir le mur du son en 1947) qui le surprend lors de son atterrissage.

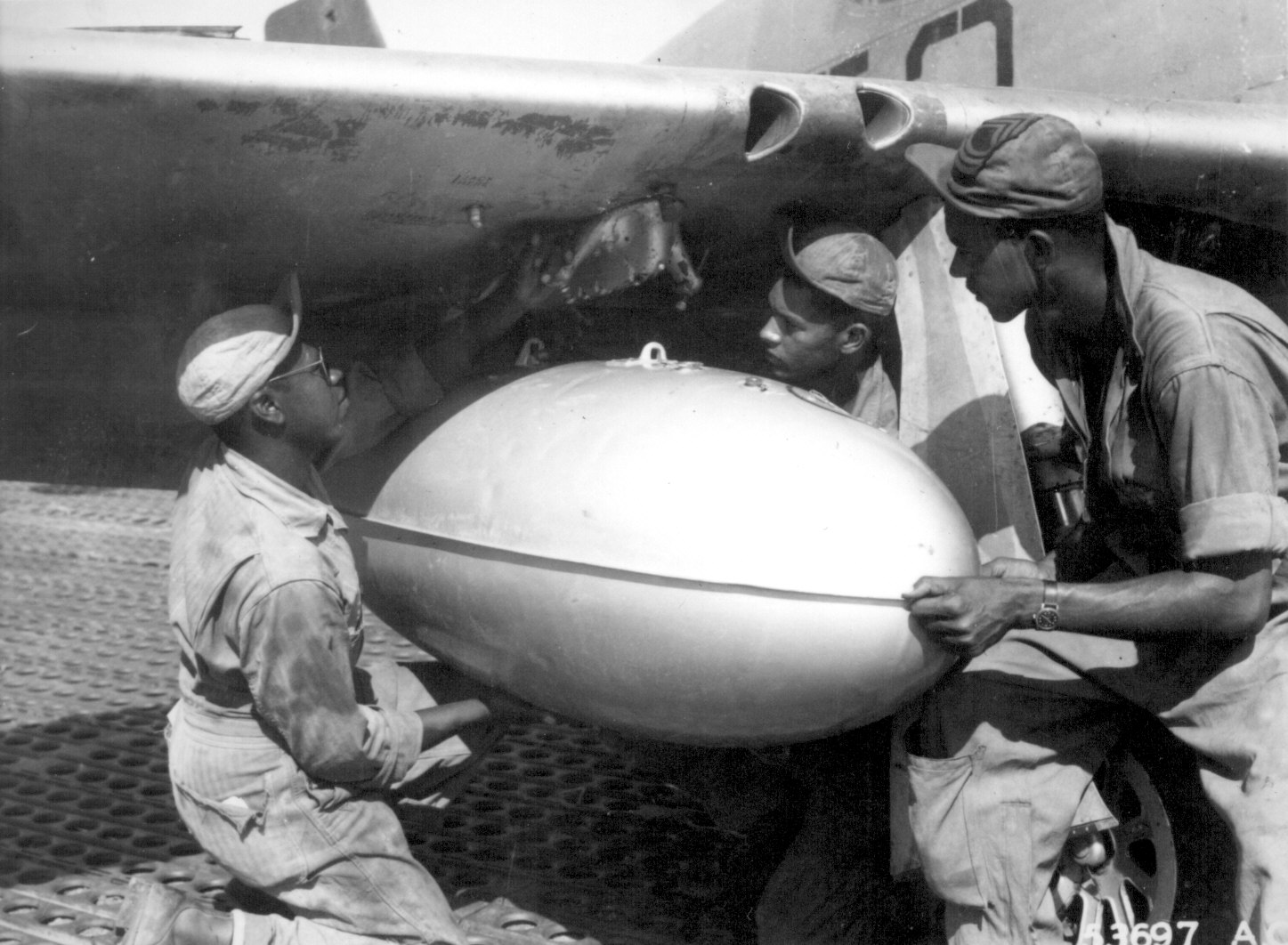
Installation de réservoirs sur un P-51 du 99th FS

L'avion a cependant des défauts comme le réservoir de fuselage, aussi monté sur les modèles précédents au sein des unités de combat, qui a une fâcheuse tendance à déséquilibrer l'avion tant qu'il est rempli, obligeant le pilote à surveiller son assiette constamment. Ce défaut conduit à ne le remplir qu'à environ 250 litres, pour éviter les accidents aux pilotes inexpérimentés. Une autre idée est introduite respectivement sur les P-51B-10-NA et P-51C-1-NT : la suppression de toute peinture de camouflage.
Cette initiative économise du poids et de la traînée, et limite les coûts. Elle fait suite à un changement de stratégie. Désormais en Europe, le but n'est plus d'échapper à la Luftwaffe mais de la contraindre au combat. Les résultats sont rapidement probants, de nombreux pilotes américains devenant as en une seule mission. Un des plus célèbres P-51B est le Shangri La de l'as du 4e groupe, Don Gentile. Le 10e groupe de reconnaissance tactique reçoit quant à lui des F-6B et C, et un de ses membres, le capitaine Clyde East, devient l'as des pilotes de reconnaissance de l'USAAF avec quinze victoires. Dans le Pacifique, le 23e et 51e Fighter Group de la 5th USAAF et le 311e de la 10th USAAF, sont aussi équipés. Le plus grand as de ce théâtre d'opération est le major John C. Herbst, avec dix-huit victoires.
À la fin de 1942, un accord est trouvé pour affecter des Spitfire MkV à la 8th USAAF, pour lui servir d'avions d'entraînement avancé, ce qui permet alors à la RAF d'obtenir les nouveaux Mustang à moteur Merlin. La première unité équipée est le 65e escadron basé à Gravesends qui reçoit ses nouveaux avions en décembre 1943. Au total, 274 P-51B et 626 P-51C servent dans la RAF sous le nom de Mustang III. Cinquante-sept d'entre eux sont versés dans les autres forces du Commonwealth, dont la RAAF. Les Britanniques ont l'idée d'adapter la verrière Malcolm Hood en plexiglas sur le Mustang. Elle ressemble à une espèce de bocal à poisson surmontant le poste de pilotage, mais donne au pilote plus d'espace et surtout une excellente visibilité vers l'arrière. De nombreux pilotes considèrent cette modification comme le meilleur Mustang jamais produit. Pour lutter contre les bombes volantes V1, quelques Mustang III, sont aussi gonflés par l'emploi de carburant à haut indice d'octane et une augmentation de la pression d'admission. Ces modifications leur permettent d'atteindre des vitesses de l'ordre de 680 km/h en dessous de 1 000 m, ce qui donne l'avantage en vitesse suffisant pour rendre possible l'interception et la destruction des V1 volant à 600 km/h.

## L'aboutissement, les P-51D et K

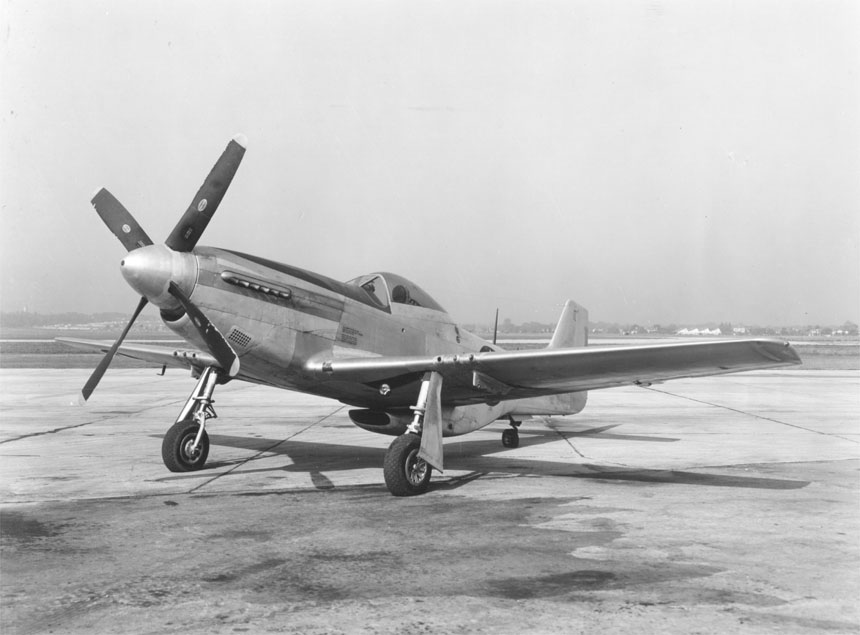
Un P-51D

Deux défauts restent sur ce chasseur, son manque de visibilité vers l'arrière et son armement insuffisant. De plus, du fait de leur position couchée sur le côté, les mitrailleuses ont une fâcheuse tendance à s'enrayer lors de manœuvres brusques. Le problème du champ de vision arrière est dans un premier temps résolu par les pilotes britanniques qui pragmatiquement montent la verrière bombée en plexiglas adoptée aussi sur le Spitfire, connue sous le nom de Malcolm Hood ; la modification est par la suite adoptée par une bonne partie des P-51 américains de la 8th USAAF.
Après un voyage en Angleterre, où il a pu voir les nouveaux Spitfire et Hawker Typhoon dotés de verrière dite Tear drop (larme), le colonel Mark Bradley retourne aux États-Unis en juin 1943 avec la ferme intention de la faire adopter par les avionneurs américains. Republic adapte son P-47D dans un temps record et Bradley montre l'avion à Kindelberger. Un arrangement est passé avec l'armée pour tenter la modification avec un P-51B sélectionné qui prit le nom de XP-51D. Le fuselage arrière est abaissé puis renforcé en conséquence. Une grande verrière en plexiglas, montée dans un cadre métallique avec un joint en caoutchouc est placée sur trois rails lui permettant de coulisser vers l'arrière quand le pilote le commande par l'intermédiaire d'une manivelle. La forme de la verrière est retenue après des essais en soufflerie afin de déterminer le meilleur compromis entre la traînée et le champ de vision, avec un point de plus grande hauteur bien en arrière de la tête du pilote.
L'avion vole le 17 novembre 1943, toujours avec Bob Chilton aux commandes. Le concept étant validé, North American prélève alors deux P-51B-10-NA de la chaîne de montage et les termine avec la nouvelle verrière sous le nom de P-51D (NA-106) ; on en profite pour remédier aux problèmes de l'armement. On installe trois nouvelles MG-53-2 bien verticales dans chaque aile, les deux centrales approvisionnées à 400 coups et les autres à 270. Une option existe pour les pilotes de faire démonter les deux extérieures, l'avion étant alors armé de quatre mitrailleuses, toutes avec 400 coups en magasins. La nécessité de renforcer le train d'atterrissage, à la suite de l'augmentation de masse, entraîne une autre modification visible, l'augmentation de taille des raccords d'ailes Karman, pour pouvoir loger les pneus des roues principales plus volumineuses. En 1944, une innovation importante apparaît sur les P-51D : le montage du collimateur gyroscopique K-14. Par la suite, tous les nouveaux Mustangs sont dotés de cet équipement. Ce viseur, basé sur les modèles Feranti britanniques, prévoit grâce à un calculateur analogique la position de tir souhaitable, le pilote rentrant uniquement l'envergure de l'adversaire et la distance de tir grâce à une molette sur la manette des gaz. Cet équipement permet à des pilotes relativement novices d'effectuer des tirs en déflexion, et ainsi de tenir tête aux moustachus de la Luftwaffe.

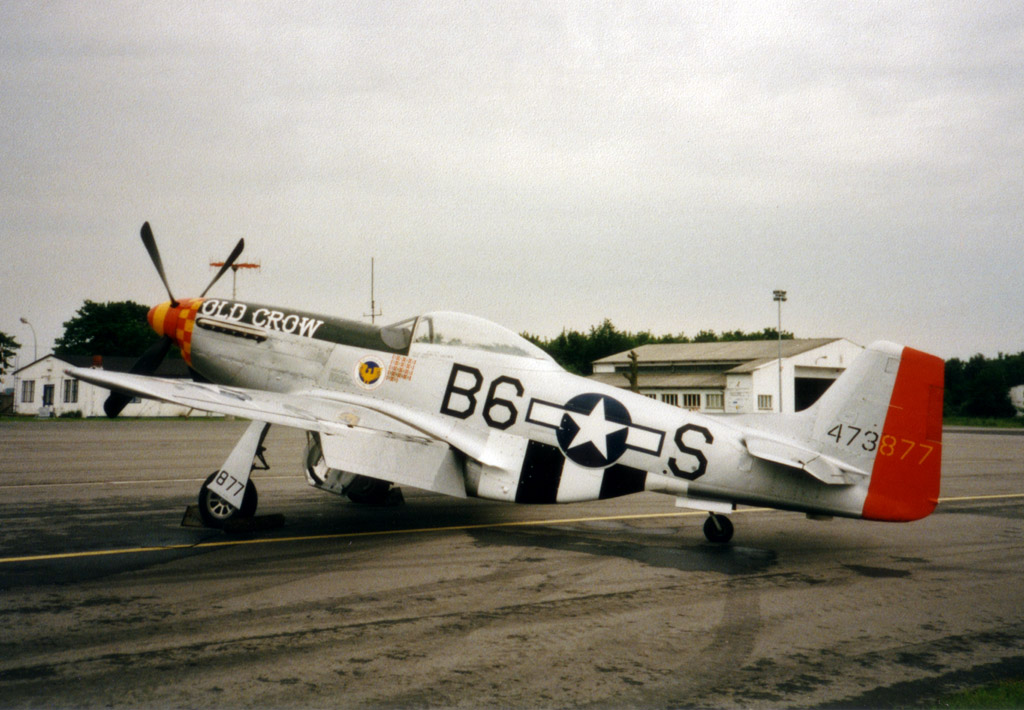
Un P-51D (aux couleurs du P-51B-15NA immatriculé #324324 B6+S surnommé "Old Crow", de l'As Captain Clarence E. "Bud" Anderson Jr. ayant 16,5 victoires confirmées appartenant au 335th Fighter Squadron, 357th Fighter Group, Air Force) avec l'extension de dérive.

Le P-51D va être le plus construit des Mustang et un des meilleurs chasseurs de la Seconde Guerre mondiale, même après l'apparition des chasseurs à réaction allemands. Les deux usines, celle d'Inglewood (avec le suffixe -NA) et celle de Dallas (avec le suffixe -NT), le produisent. À Inglewood, quatre P-51D-1-NA encore dotés de l'ancienne verrière du P-51B sont construits avant que ne soit lancée la production du P-51D-5-NA (NA-109) avec celle en goutte d'eau. L'usine de Dallas produit quant à elle 200 P-51D-5-NT (NA-111). Parallèlement, à Dallas, une variante P-51K est alors mise en production. Elle est dotée d'une hélice Aeroproducts, inférieure de cinq centimètres en diamètre à l'Hamilton Standard du P-51D, ce qui la rend légèrement moins performante. Encore plus que le réservoir arrière du P-51B, la nouvelle verrière et l'abaissement de l'arrière du fuselage, provoquent des problèmes pour la stabilité latérale. Bientôt, le P-51D-10-NA (NA-109), remédie à cet inconvénient en introduisant une petite extension de la dérive vers l'avant. Cet ajout est par la suite appliqué sur la plupart des P-51D et K initiaux et même quelques P-51B et C. À partir du P-51D-25-NA et du P-51K-10-NT, des points d'emport sont ajoutés sur les ailes extérieures, rendant possible l'emport de dix roquettes de 127 mm en plus de réservoirs largables ou de bombes. 163 P-51K sont terminés comme F-6K de reconnaissance et cent vingt-six P-51D, des lots 20, 25 et 30, sont reconvertis eux en F-6D. De plus dix P-51D-NT, sont convertis en biplace TP-51D, par le montage d'un siège derrière celui du pilote, la verrière standard étant assez longue pour loger les deux pilotes. Le viseur K-14 n'est introduit qu'à la mi-1944, sur le P-51K. Par la suite Dallas abandonne le modèle K, pour produire à nouveau des P-51D.
Les premiers P-51D arrivent en Europe, dès mars 1944, le premier groupe à le recevoir est le 55e groupe de chasseurs, auparavant équipé de P-38. Par la suite, ils remplacent les P-51B dans les autres groupes et en équipent de nouveaux, ils servent dans les 4e, 20e, 55e, 78e, 339e, 352e, 353e, 355e, 356e, 357e, 359e, 361e, 364e et 479e groupes de la 8th USAAF et dans les 354e, 363e et 370e de la 9th USAAF, et dans les 31e, 52e, 325e et 332e groupes de la 15th USAAF. Les F-6D et K équipèrent les 67e, 68e et 69e groupes de reconnaissance tactique de la 9th USAAF.

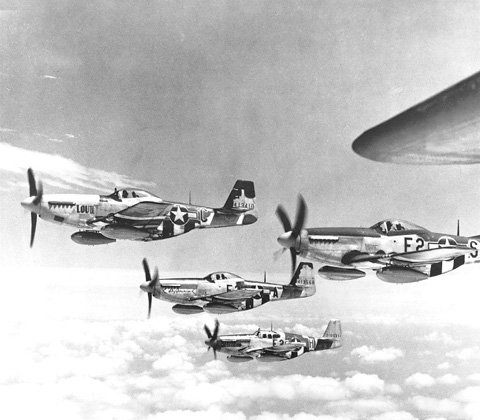
Un groupe de 3 P-51D et 1 P-51B (en arrière-plan) du 375th Fighter Squadron (361st Fighter Group) équipés de réservoirs largables de 420 litres.

En Asie, où ils ne sont livrés qu'à la fin 1944, les P-51D et K sont pris en compte par les 15e, 21e et 506e groupes de chasseurs au sein du VIIe commandement de chasse, et le 23e groupe de la 14th USAAF, les F-6D et K par le 8e groupe de reconnaissance. Les palmarès sur cet avion sont élevés, beaucoup de pilotes deviennent des as en un jour, c'est-à-dire qu'ils obtiennent cinq victoires dans la journée : William R. Beyer, William T. Whisner, Donald S. Bryan, Claude J. Crenshaw, L. K. Carson, J. S. Daniel, William J. Hovde et Charles E. Yeager. George Preddy est le meilleur des as sur Mustang avec 26,83 victoires dont 23,83 sur Mustang. Il est le seul à réaliser un sextuplé en Europe. En Asie, le capitaine William A. Shomo, aux commandes de son F-6D, réussit le tour de force d'abattre un bombardier Mitsubishi G4M et six chasseurs Kawasaki Ki-61 Hien en moins de sept minutes. Le titre d'unité la plus performante sur Mustang est détenu par le 357e groupe de chasse, avec 609 victoires aériennes et 106 terrestres, pendant la période du 11 février 1944 au 25 avril 1945. Un exemplaire du P-51D, le 44-14017, est aussi prêté à l'US Navy pour des essais en vue d'opérations à partir de porte-avions. Toutefois, son manque de contrôle au palonnier lors des approches à basse vitesse rend dangereux et inacceptable son emploi sur porte-avions.
En 1944, les Britanniques reçoivent eux 281 Mustang IV (P-51D-5-NA) et 594 Mustang IVA (P-51K-10-NT), qui servent dans les 19e, 64e, 65e, 112e, 118e, 122e, 154e, 213e, 149e, 260e, 303e (polonais), 306e (polonais), 442e et 611e escadrons. Beaucoup sont utilisés contre les V1, dont ils abattent deux-cent-trente exemplaires du 5 septembre 1944 au 16 avril 1945. Dès la fin de la guerre, la plupart des Mustang sont rendus aux Américains, certains servant quand même jusqu'en mai 1947, mais le Royaume-Uni ayant de nombreux avions de production nationale très valables comme les Spitfire à moteur Griffon, préfère utiliser ceux-ci.

## Les Mustangs légers, les P-51F, G, H et J

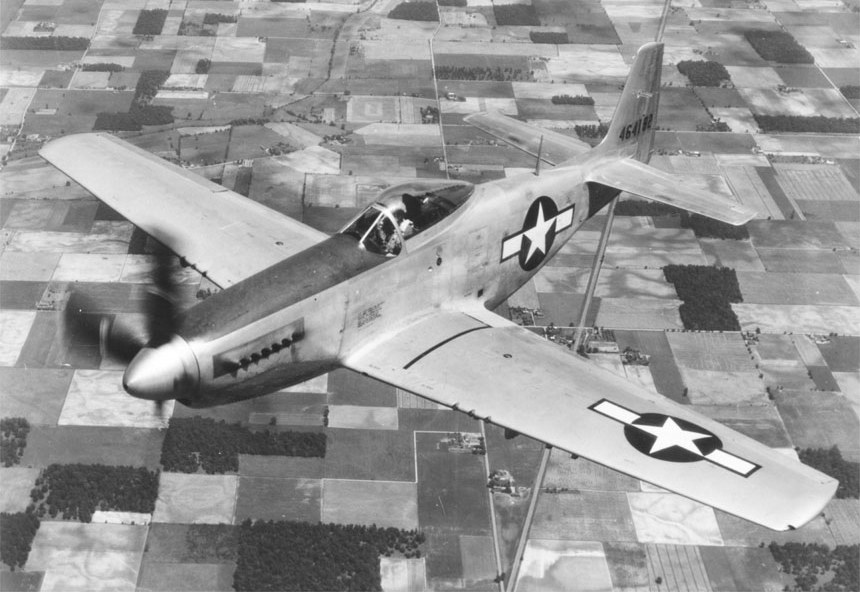
Un P-51H

Les Mustangs ont été dessinés selon les standards américains des structures aéronautiques, donc pouvant supporter une accélération de 7,33 g. La comparaison avec le Spitfire anglais donne l'idée de le construire de façon plus légère, limitant la charge admissible à 5,33 g. Le projet NA-105 découle de cette idée. Outre l'allègement de la structure, on supprime aussi le réservoir de fuselage qui pose tant de problèmes de centrage de la masse, en compensant par une augmentation de ceux des ailes à 386 litres. L'armement est limité à quatre mitrailleuses, mais approvisionnées à 440 coups chacune. Le groupe de radiateurs est entièrement repensé, le radiateur d'huile disparaît au profit d'un échangeur de chaleur situé à proximité du moteur, ce qui supprime les longues durits d'huile courant sur pratiquement toute la longueur du fuselage. La verrière est, elle, allongée et affinée aérodynamiquement. Pour accroître la stabilité longitudinale, la dérive est agrandie, et pour améliorer la manœuvrabilité, les gouvernes le sont aussi. Finalement, la masse à vide est réduite de 900 kg et celle de combat de 725. Tous les modèles se révèlent instables, demandant de fréquentes corrections au palonnier, et il n'est pas envisagé de les produire comme machines de combat. De cette nouvelle cellule NA-105, il est tiré plusieurs prototypes avec des moteurs différents. Les trois premiers, les P-51F sont dotés du moteur Packard V-1650-7 du P-51D. Le premier vole le 14 février 1944 avec Bob Chilton aux commandes. Il atteint 750 km/h au cours des essais. Le troisième est cédé en juin 1944 aux Britanniques, qui lui attribuent la désignation de Mustang V. Deux P-51G (NA-105A) motorisés par des Rolls-Royce Merlin 145M de 1 910 ch les suivent en août 1944. Le premier, équipé tout d'abord d'une hélice britannique Rotol à cinq pales pour un seul vol, la voit remplacée par une quadripale Aeroproducts Unimatic A-542-B. Le second est lui aussi attribué à la RAF, sous la même désignation de Mustang V, il atteint la vitesse de 796 km/h lors d'essais en février 1945. Enfin, deux P-51J (NA-105B), avec des moteurs Allison V-1710-119, dont le premier vol date du 23 avril 1945. Durant cet essai, il ne peut atteindre la vitesse de 795 km/h prévue, car le moteur Allison n'est pas encore au point et ne peut pas être utilisé à sa puissance maximale. Les deux avions sont donc affectés à Allison, pour parfaire la mise au point de son moteur. Finalement seul le premier vole, le deuxième étant utilisé comme réservoir de pièces détachées.
Finalement la production est lancée sur un quatrième modèle. Le NA-126 ou P-51H embarquant le nouveau Packard V-1650-9, qui bénéficie de contrôles automatique du compresseur et d'une injection d'eau permettant des pointes à 2 000 ch. Associé à la baisse de la masse à vide et à une meilleure aérodynamique du radiateur, ce moteur fait du P-51H l'un des plus rapides chasseurs à moteur à pistons jamais produits, capable d'atteindre 784 km/h à 7 600 mètres. Le NA-126 reprend la plupart des améliorations du NA-105, cependant la verrière est encore modifiée, plus petite d'une taille comparable à celle du P-51D, mais avec le point de plus grande hauteur en avant du pilote. L'armement est rétabli à six mitrailleuses, approvisionnées au total par 1 880 coups. Les trappes d'accès aux munitions sont agrandies et les boîtes de munitions sont rendues amovibles. Le réservoir de fuselage est aussi réintroduit mais avec une capacité de 193 litres seulement. Le premier P-51H-1-NA vole 3 février 1945 et, après vingt exemplaires, on introduit le P-51H-5-NA avec une dérive agrandie qui règle définitivement les problèmes de stabilité latérale, rencontrés depuis le P-51B. Produits à 280 exemplaires, ils sont suivis par 255 P-51H-10-NA. Le Mustang est censé devenir le principal chasseur de l'USAAF pour l'invasion du Japon, 2 000 étant commandés, mais la fin de la guerre limite sa production à 555 exemplaires. Le développement d'un modèle amélioré avec un Packard V-1650-11 de 2 270 ch, le P-51L (NA-129), commandé à 1 455 unités est annulé. Quant à la variante du P-51H de l'usine de Dallas, le P-51M (NA-124), commandée à 1 629 exemplaires, un seul est terminé avant l'annulation du contrat. Un exemplaire est livré à la RAF et un autre à la US Navy, qui lui fait mener des essais sur porte-avions, qui cette fois sont très concluants. Que ce soit en Europe ou dans le Pacifique, aucune unité de P-51H n'a le temps de devenir opérationnelle avant la fin des hostilités.

## Les Twin Mustangs ou P-82
La poursuite de la guerre dans le Pacifique crée le besoin d'un chasseur capable d'effectuer des missions d'escorte encore plus longues au côté de bombardiers comme le Boeing B-29 Superfortress. Outre le problème de la quantité de carburant à embarquer se pose aussi le problème de la fatigue des pilotes. Ce fait a déjà été constaté en Europe. Les pilotes arrivent exténués au sortir des missions les plus longues, devant souvent être extraits de leurs avions, et sont aussi très fréquemment victimes d'accidents, lors des atterrissages en Angleterre. Plutôt qu'une version biplace, toujours moins performante, Edgar Schmued pensa que le meilleur moyen pour résoudre ce problème était d'accoupler deux Mustangs légers par un plan central de voilure et un plan de profondeur unique, les pilotes se relaieraient alors pour piloter.
Le 7 janvier 1944, à la suite d'une visite à Inglewood du général Hap Arnold, qui aima le concept, l'USAAF commanda quatre prototypes NA-120 ou XP-82 et un exemplaire statique. Le regroupement des deux avions demanda en fait beaucoup plus de modifications, toutes les parties des avions furent revues presque du départ. Les deux fuselages sont parmi les moins modifiés des sous-ensembles du nouvel avion, ils sont cependant rallongés de près de 3,1 mètres et les dérives sont dessinées avec une arête dorsale intégrée. Les moteurs sont échangés contre un couple de Packard V-1650, 23 et 25, dont les sens de rotation sont inversés, entraînant chacun une hélice Aeroproducts. Les deux postes de pilotage sont conservés, mais seul celui de gauche avait un équipement complet, celui de droite destiné au navigateur-copilote n'étant pourvu que du strict minimum de commandes pour maintenir l'avion en l'air.
La voilure est entièrement repensée : d'une surface moindre que celle de deux Mustang, elle doit supporter plus de charge et est donc sérieusement renforcée. L'armement de six mitrailleuses, toutes alimentées à 440 coups, et les volets sont regroupés dans le nouveau plan central. Le nouveau train d'atterrissage a une configuration inhabituelle à quatre points, deux jambes principales articulées sur le longeron avant du plan central et qui se logent sous les deux fuselages, ainsi que deux roulettes de queue rétractables. Les deux plans extérieurs contiennent chacun un gros réservoir structurel, qui, s'ajoutant à un réservoir dans chaque fuselage, donnent une capacité totale de 2 180 litres de carburant et portent chacun deux ailerons maintenant assistés hydrauliquement afin de garder un taux de roulis convenable. Six pylônes d'emport de charge sont prévus, deux sur chaque aile, pour une charge totale de 1 800 kg. Les équipements embarquables sont outre les bombes, roquettes et réservoirs des P-51, un pod avec huit mitrailleuses de 12,7 mm, un pod de reconnaissance avec des caméras et divers pods radar pour la chasse tout-temps.
Les premiers roulages le 25 avril, avec J. E. Barton aux commandes, révèlent un gros problème : l'avion ne veut pas décoller ! La cause est rapidement trouvée : le sens de rotation des hélices (pales montantes côté intérieur) et l'assiette au sol cabrée amènent une forte composante ascendante qui fait décrocher la partie centrale de l'aile, diminuant d'autant la portance. Les deux moteurs sont inversés de façon que les hélices tournent en sens opposés ; l'avion décolle et vole finalement le 26 juin avec les performances et les qualités attendues. Un deuxième prototype suit peu de temps après. L'avion est capable d'atteindre une vitesse de 776 km/h avec une autonomie de 2 237 kilomètres sur ses réservoirs internes et de 5 550 km, avec quatre externes largables. Il n'y a qu'un troisième prototype XP-82A, doté d'un couple de moteurs Allison V-1710-119 tournant dans le même sens, qui vole peut-être au début de l'été.
L'USAAF, très confiante dans le travail de North American Aviation, lui commande dès mars 1944, 500 exemplaires du P-82B basé sur le XP-82. Mais la fin de la guerre intervient après que 20 exemplaires ont été produits et le reste de la commande est annulée, les avions ne servant qu'à l'expérimentation. Le dixième est modifié en P-82C, par le montage d'un radar SCR-720C, du Northrop P-61 Black Widow, au milieu de l'aile centrale ; il vole le 27 mars 1946. Le onzième, converti en P-82D, par le montage d'un radar APS-4, beaucoup plus léger et travaillant en bande de 3 cm, vole deux jours plus tard. Le 44-65168 surnommé Betty Joe et spécialement préparé, piloté par Robert E. Thacker et John M. Ard, établit un record toujours inégalé par un chasseur à moteurs à pistons, de vol le plus long en reliant Hawaï à New York en 14 h 31 min 50 s, soit une vitesse moyenne de 559 km/h.
L'USAAF est consciente que les chasseurs à réaction sont l'avenir, mais à la fin des années 1940, aucun n'a l'autonomie nécessaire pour accompagner les bombardiers. Elle passe alors commandes de 250 P-82, dérivés du XP-82A, mais en utilisant la paire de moteurs Allison V-1710-143 et 144, avec des sens de rotation opposés. Le retour au moteur Allison a deux raisons principales : d'abord, avec la fin de la guerre, Rolls Royce, qui a été peu regardante lors du conflit, augmente brusquement le prix de la licence de production du Merlin à 6 000 dollars par exemplaire construit, dans l'espoir de redresser ses comptes ; d'autre part, General Motors, maison mère d'Allison, possède 40 % du capital de North American, et a toujours vu d'un mauvais œil l'utilisation d'un moteur britannique concurrent.
Bien que nettement amélioré grâce à des compresseurs à deux étages, l'Allison est toujours inférieur au Merlin pour la puissance massique et, à l'usage, il se révèle peu fiable, si bien que les pilotes le surnomment bientôt « Allison time bomb » (« la bombe à retardement Allison »). Une tentative pour corriger ces défauts par North American, avec des pièces de Merlin est rejetée par Allison qui préfère ses propres modifications. Celles-ci ne sont toutefois jamais satisfaisantes. De plus, alors que cent avions sont prêts en avril 1948, Allison n'a toujours pas livré de moteur. Le P-82E qui vole pour la première fois, le 17 février 1947, est donc un merveilleux chasseur d'escorte, tant que ses deux moteurs fonctionnent. Sur les deux cent cinquante, cent sont terminés en F-82E, cent autres sont achevés en F-82F avec une nacelle radar AN/APG-28 et cinquante en F-82G, dotés du SCR-720C. Les P-82E sont tous affectés au tout nouveau Strategic Air Command, les deux autres modèles servent au remplacement provisoire des Northrop P-61 Black Widow dans le rôle de chasseur de nuit, en attendant des chasseurs à réaction de chasse tout temps, comme le Lockheed F-94 Starfire. Pour assurer la défense de l'Alaska, 9 F-82F et 5 F-82G, tous rééquipés du SCR-720C, sont modifiés pour l'emploi par grand froid sous la désignation F-82H.

## L'après-guerre et la Corée

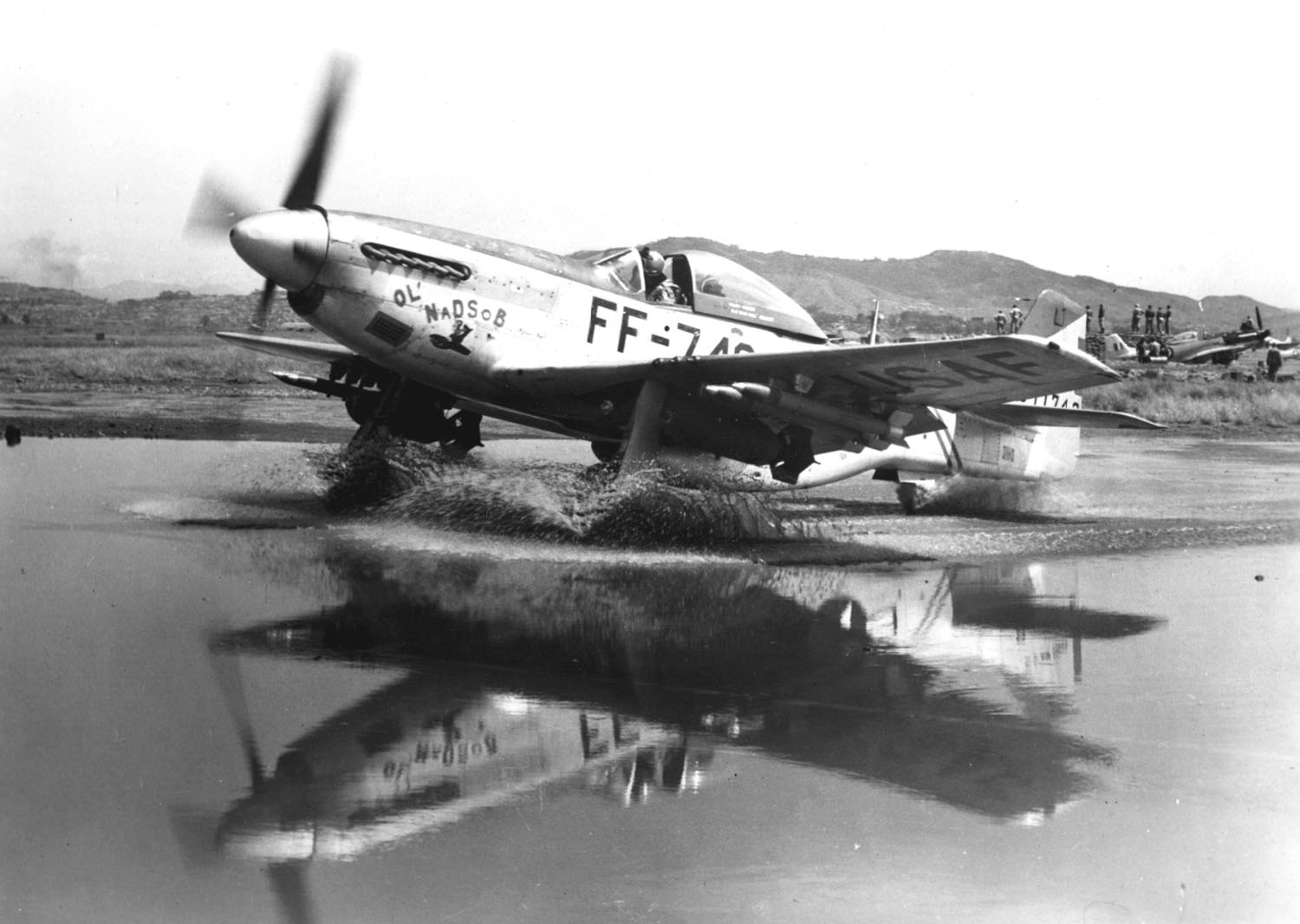
Les conditions des opérations en Corée furent souvent difficiles

Après la guerre, l'Air National Guard est recréée en mai 1946, et ses escadres commencent à recevoir des P-51D et K, cédés par les unités d'active. En décembre 1948, vingt-huit de ces unités mettent en œuvre près de sept cents Mustangs. À la suite de la création de l'USAF, en 1947, la désignation « P » pour pursuit (poursuite, intercepteur) cède la place à celle de « F » pour fighter (chasseur) et les différents modèles sont renommés en conséquence. De même, l'ancienne désignation F ayant disparu, les F-6D et F-6K sont reclassifiés en RF-51D et K.
À l'éclatement des hostilités en Corée, le P-51D connaît une deuxième jeunesse comme avion d'attaque au sol. La version H, plus performante mais à la capacité limitée dans l'emport de charge, est écartée du conflit. Les escadres de Lockheed P-80 Shooting Star basées au Japon les échangent contre leurs anciens Mustang alors encore au dépôt, ces derniers étant plus adaptés pour l'appui-feu et les opérations sur des terrains sommaires. De même, 135 F-51D de l'ANG sont amenés par le porte-avions Boxer, au début du conflit. Les F-51D, armés de bombes, de Napalm et de roquettes, prennent une part importante dans l'arrêt de l'offensive initiale nord-coréenne.

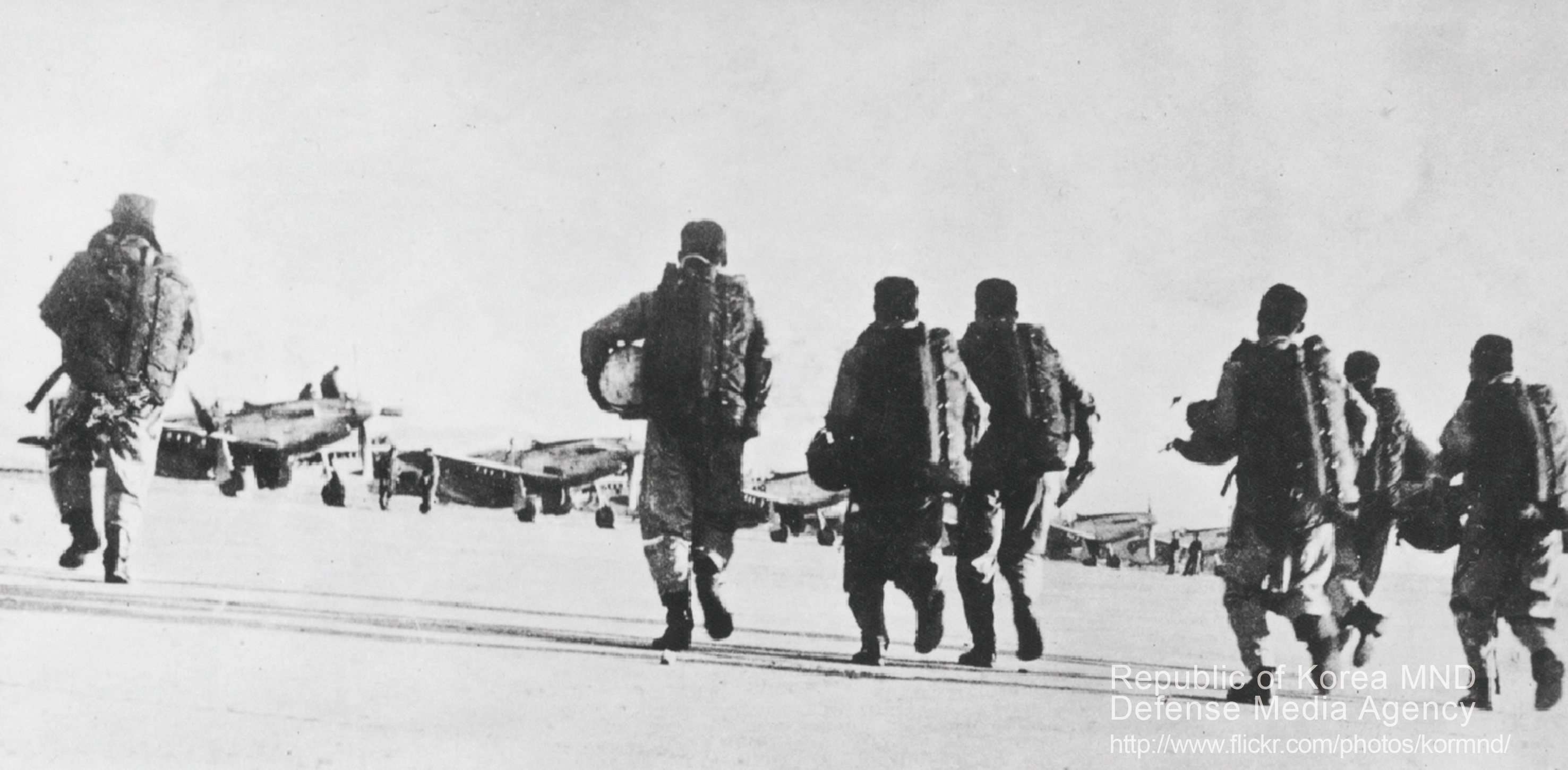
Pilotes sud-coréens faisant leurs premiers essais sur F-51.

Par la suite, l'apparition d'avions à réaction comme le MiG-15, condamne de plus en plus l'emploi d'avions à hélice. Les Mustang paient un lourd tribut pendant ce conflit avec 351 d'entre eux abattus, principalement par l'artillerie antiaérienne. Mais ils mènent 62 067 missions d'appui tactique et parviennent même à descendre quelques Yak à hélice adverses. La contribution des P-82 du 347e Fighter Group est aussi capitale au début de la guerre, car c'est le seul avion capable de survoler de façon durable la Corée du Sud, en opérant à partir du Japon. Ils sont ainsi les seuls capables de couvrir les évacuations de troupes amies par les airs, comme à l'aérodrome de Kimpo près de Séoul.
Avec les P-80, ils balayent ensuite la force aérienne nord-coréenne et, équipés de bombes et de roquettes lors des missions d'interdiction de nuit, ils participent à l'enrayement de l'avancée nord-coréenne. Par la suite, remplacés dans ce rôle par les Douglas B-26 Invader plus puissants, ils se spécialisent dans la difficile chasse aux avions de harcèlement de nuit, les Polikarpov Po-2 et prennent ainsi une part active dans le conflit jusqu'à novembre 1951. Les derniers F-82 sont retirés du service en 1953 et le F-51D sert jusqu'à l'année 1957, époque où il est retiré des unités de réserve et de la Garde nationale.

## Les Mustang australiens, les CA-17 et CA-18Mustang
Les seuls Mustang construits en dehors des États-Unis, le sont en Australie, par la société Commonwealth Aircraft Corporation. Après avoir acquis la licence du P-51D, elle commence par assembler quatre-vingt avions en pièces détachées fournis par North American, sous le nom de CA-17 Mustang 20. Puis, elle réalisa quarante copies conformes sous le nom de CA-18 Mustang 21 et quatorze CA-18 Mustang 22 de reconnaissance dotés de caméras. Soixante-six CA-18 Mustang 23, motorisés par des Rolls Royce plus puissants, suivent. Aucun de ces avions n'est cependant prêt à temps pour participer à la Seconde Guerre mondiale.
L'Australie a une escadre, la 3e opérant en Italie, sur Mustang III et IV. Elle reçoit deux cent quatorze P-51D et quatre-vingt-quatre P-51K, auxquels s'ajoutent les quatre-vingts CA-17 et cent vingt CA-18 produits localement qui sont livrés jusqu'en mai 1952. Les escadrons équipés sont les 76e, 77e et 82e pour les modèles issus du prêt-bail et les 84e et 86e pour les modèles locaux. Le 77e encore en occupation au Japon en 1950, est envoyé en Corée et y mène 3 800 sorties de combat et perd dix-huit avions et huit pilotes. Par la suite les escadrons d'active sont équipés avec des Vampire, mais la Citizen Air Force a cinq escadrons opérant sur Mustang. Le dernier à les céder est le 24e City of Adelaide qui les abandonne en 1960.

## Les autres pays
Si les Américains livrent sans hésiter le P-51 aux autres pays anglo-saxons pendant la guerre, il n'en va pas de même avec les autres alliés. Malgré ses demandes, la France n'en reçoit pas en tant que chasseur et se voit attribuer des P-47 Thunderbolt reconnus inférieurs (et nettement plus chers) ; elle n'a droit qu'à quelques avions de reconnaissance (d'occasion) début 1945. De même, le Brésil et le Mexique, entrés en guerre sur une très forte insistance américaine, n'ont également droit qu'à des P-47. Toutes les demandes de l'URSS sont également rejetées.
- France : l'Armée de l'air française reçoit des F-6B, C, D et K, issus des unités de l'USAAF, au début de l'année 1945. Ils sont utilisés au sein du deuxième groupe de la 33e escadre de reconnaissance (GR 2/33)[12], jusqu'en 1952. Sont pris en compte le P-51C-5-NT 42-103494, le P-51B-10-NA 42-106593, le P-51B-5-NT 43-6979, les P-51B-5-NA 43-7045 et 43-7053 puis 15 P-51C-10-NT, 13 P-51D-10-NA, 11 P-51D-20-NA, 6 P-51D-25-NA et 1 P-51K-1-NT qui est lui transformé en biplace ; on en trouve la liste complète dans les annexes du livre de Patrick Ehrhardt sur la 33e escadre. Le général Roland Glavany a dit : « J'ai eu la chance de voler sur le plus bel avion de combat de la guerre, le Mustang[15]. »

- Suède : la Suède, après avoir réutilisé deux P-51B et deux P-51D, des dix forcés d'atterrir sur son territoire pendant la guerre, en commande quarante-trois à North American en 1945. Ils sont livrés le 23 avril et entrent en service sous le nom de J-26. Par la suite, du fait du retard dans la production du Saab J-21, elle en commande quatre-vingt-dix de plus, issus des stocks de l'USAAF en Allemagne et dont le prix n'est plus que de 3 500 dollars. En 1948, un dernier lot de vingt et un est commandé et entre en service sous le nom de F-16 (à ne pas confondre avec le chasseur à réaction apparu bien plus tard). En 1949, dix-sept d'entre eux sont équipés de caméras, pour effectuer des missions de reconnaissance, sous le nom de S-26. Ils finissent par être enfin remplacés par des De Havilland Vampire et des Saab J 29 Tunnan, quatre-vingt-treize sont encore en état de vol, vingt-cinq sont revendus à Israël en 1952 et 1953, vingt-six au Nicaragua en 1953 et quarante-deux à la République dominicaine en 1954.

- Suisse : Le 19 juillet 1944 un pilote américain pose son P-51 B sur une piste en herbe à Ems en Suisse. Malgré l'identification de la panne ayant mené à une surchauffe moteur et en l'absence d'information fiables sur les possibilités de décollage sur herbe l'avion est démonté et transporté par train à Dübendorf où il est interné, remonté et essayé. Affecté à l'escadre de surveillance il est utilisé dans les exercices de combat aérien. le 20 octobre 1945, ayant retrouvé ses marquages USAF il décolle de Dubendorf pour Burtonwood[16]. À l'automne 1947 les avions de l'USAF stationnés en Europe sont sur le marché à très bas prix. La Suisse envoie une délégation  à Oberpfaffenhofen et Nuremberg pour examiner les avions. L'état est bon, les heures de vols raisonnables et les aviateurs suisses sont encore "sous le charme" des performances du P-51 B de 1944. La Suisse acquiert en 1948 cent P-51D[17] (principalement des D-25 et des D-30) à un prix unitaire de 4 000 dollars américains)

42565 (dollars actuels) à livrer à Dubendorf, ce qui est fait entre le 25 février et la fin aout. L'USAF ne peut fournir des pièces de rechange en quantité suffisante mais promet le don de trente avions supplémentaires à cannibaliser. Les ressources de l'USAF fortement mobilisées par le pont aérien de Berlin ne lui permettent plus d'assurer la préparation et la livraison des trente avions et la Suisse envoie des mécaniciens dans deux Junkers Ju 52 qui préparent les avions qui sont ramenés à Dubendorf. Début 1949 des stocks de pièces sont liquidés et la Suisse fait le plein de pièces de rechange, conservant ainsi les 30 "réserves de pièces" en service opérationnel. Tous les avions sont réformés après la livraison des De Havilland DH.112 Venom en 1957. Un avion est conservé et se trouve exposé au Musée suisse des transports à Lucerne et quelques moteurs sont aussi offerts à des école techniques et des musées.
- Israël : il sert aussi dans l'armée de l'air israélienne, lors de la Guerre israélo-arabe de 1948, Israël ayant réussi à en obtenir deux qui servent dans la 101e escadre. Puis, dans la crise du canal de Suez en 1956, après l'achat de vingt-cinq exemplaires à la Suède. Ils sont retirés du service à la fin des années 1950.

- Taïwan : la Chine nationaliste reçoit des P-51D pour équiper trois escadres. La plupart réussissent à atteindre Formose en 1949, mais quelques-uns passent au service de la république populaire de Chine.

- Pays-Bas : les Pays-Bas reçoivent quarante P-51D, qui équipent les 121e et 122e escadrons dans les Indes orientales, et qui combattent lors des soulèvements des nationalistes indonésiens. À l'indépendance de l'Indonésie, 46 P-51D/K d'origine sont livrés en 1950 qui seront retirés en 1969[19].

- Corée du Sud : la Corée du Sud reçoit de nombreux exemplaires durant le conflit coréen et les garde jusqu'en 1957.

- Philippines : les Philippines utilisent elles plus de 150 P-51D, issus des stocks de l'USAF.

- Italie : l'Italie obtient des Mustang en 1944. En 1948, elle en avait encore quarante-huit en service, ils ne sont déclassés qu'en 1953.

- Union d'Afrique du Sud : l'Afrique du Sud figure aussi sur la liste des utilisateurs du Mustang. En septembre 1944, le No 5 Squadron de la South African Air Force (SAAF) remplaça ses P-40 d'abord par des P-51B/C, puis par des D/K avant d'être dissout en octobre de l'année suivante. Si la SAAF, Commonwealth oblige, est à l'époque principalement équipée de Spitfire, elle participe cependant à la guerre de Corée à partir de novembre 1950 avec le No 2 "Cheetah" Squadron, doté de 95 F-51D prêté par les États-Unis et intégré au 18th FBW de l'USAF. Le tribut payé par les Sud Africains dans ce conflit fut particulièrement lourd puisque 74 avions furent perdus au combat ou par accident, causant la morts de 12 pilotes, 30 autres étant portés disparus ou capturés. Avant même la fin de la guerre, en décembre 1952, le "Cheetah" abandonna ses F-51D pour des F-86F Sabre.

- Australie : l'Australie gros utilisateur du Mustang, est surtout le seul pays, avec les États-Unis, où l'avion fut fabriqué. Dès la fin 1944, le No 5 Squadron de la Royal Australian Air Force (RAAF), basée en Italie avait été équipé de Mustang III et IV, tandis que l'année suivante, en prévision de l'invasion du Japon 214 P-51D et 84 P-51K avaient été livrés à l'Australie qui, en raison de la fin des hostilités, ne connurent qu'une brève carrière. À partir de 1942, il avait été envisagé de construire l'avion sous licence en Australie, par l'intermédiaire de la Commonwealth Aircraft Corporation mais c'est finalement seulement en 1946 que le premier exemplaire fut livré. En tout 200 exemplaires de divers types (CAC CA-17 Mustang Mk. 20 et CA-18 Mk. 21, 22 et 23), peu différents du P-51D d'origine furent produits. Le Mustang fut employé par la Citizen Air Force (CAF), reconstituée en  1948 et constituée de cinq Squadrons basés dans chacune des capitales des états de l'Australie et surtout par les No 76, 82 et 77 Squadrons, ce dernier étant envoyé en Corée à partir de juin 1950. Avant d'être rééquipée de Meteor F.8, en avril 1951, cette unité perdit au combat 18 appareils et huit pilotes. Le dernier Mustang australien fut retiré du service en juin 1960.

De plus, de nombreux Mustang sont utilisés par des civils, longtemps après la guerre, en particulier des versions spécialisées dans les courses de vitesse. Il resterait de nos jours environ cinquante Mustangs en état de vol dans le monde, la majorité étant du modèle D.

## Cavalier Mustang et Piper Enforcer

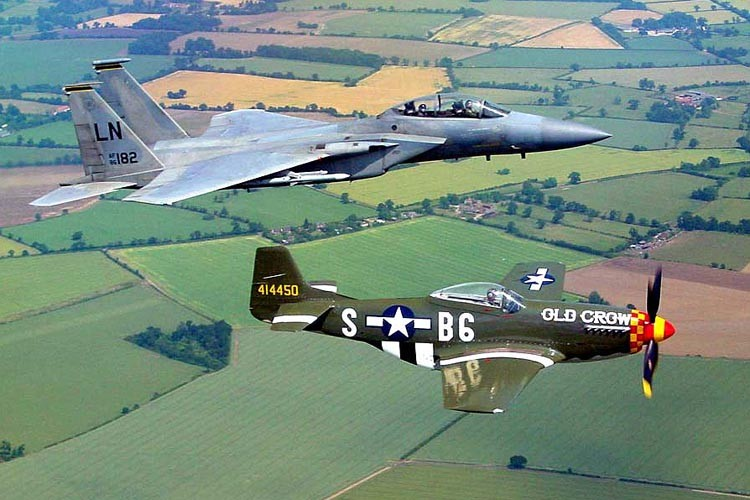
P-51D restauré, en formation avec un F-15D (2001).

Au début des années 1960, une petite firme de Floride, la Trans-Florida Aviation, est créée par David B. Lindsey JR, dans l'unique but de reconvertir les Mustang radiés de la Garde nationale en avion de liaison rapide civil sous le nom de Cavalier Mustang. Quatre variantes existent, se distinguant par la capacité en carburant interne et donc l'autonomie, on a ainsi les Cavalier 750, 1500, 2000 et 2500 (le nombre indiquant leur distance franchissable en milles). Les Cavalier 2000 et 2500 ont deux réservoirs de bouts d'ailes de 416,5 litres. En 1962, la compagnie acquiert les droits sur le Mustang auprès de North American et change de nom, devenant la Cavalier Aircraft Corporation.
En 1967, une version militarisée de lutte antiguérilla est proposée sous le nom de Cavalier Mustang II. Il s'agit d'un P-51D avec un moteur Packard Merlin V-1650-7, pourvu de la dérive agrandie du P-51H, d'une électronique modernisée et des réservoirs de bouts d'ailes du Cavalier 2000. L'USAF en commande alors une petite quantité pour l'évaluer comme l'avion qui serait éventuellement livré aux nations d'Amérique latine, au titre du Military Assistance Program. Deux autres exemplaires sont aussi achetés pour servir d'avion d'accompagnement pour le programme de l'hélicoptère Lockheed AH-56 Cheyenne.
En 1968, une version motorisée par un turbopropulseur Rolls-Royce Dart 510 de 1 670 ch est créée sous le nom de Cavalier Turbo Mustang III. L'USAF ne semblant pas intéressée, Cavalier revend l'étude et l'avion à Piper Aircraft en novembre 1970. Entre temps, l'Air Force ayant lancé le programme Pave Coin, Piper décide d'y répondre avec une modification du Mustang III, avec un turbopropulseur Lycoming T55-L-9 de 2 455 ch, sous le nom de Piper PA-48 Enforcer. Un monoplace et un biplace sont modifiés, dont le premier exemplaire vole le 19 avril 1971 ; le programme est cependant arrêté.
En 1981, sous la pression du Congrès, l'USAF commande deux prototypes pour évaluation, ces deux avions étant cette fois-ci construits à partir de zéro, avec des dimensions légèrement supérieures. Ils sont plus longs de 38 cm, pourvus de blindages à base de plastiques, de réservoirs auto-obturants et de dix pylônes d'armes sous les ailes. Ils volent respectivement, le 9 avril et le 8 juillet 1983 et sont testés par l'Air force d'août 1984 à 1986, mais aucune commande n'est décidée.

### Résumé de la série Cavalier et Piper Enforcer
- Cavalier Mustang 750, version civile biplace réalisée par la firme Cavalier Aircraft.
- Cavalier Mustang 1500, version civile biplace réalisée par la firme Cavalier Aircraft.
- Cavalier Mustang 2000, version civile biplace réalisée par la firme Cavalier Aircraft, réservoirs de bout d'aile.
- Cavalier Mustang 2500, version civile biplace réalisée par la firme Cavalier Aircraft, réservoirs de bout d'aile.
- Cavalier Mustang II, version de lutte anti-guérilla, quelques exemplaires.
- Cavalier Turbo Mustang III, version de lutte anti-guérilla, turbopropulseur Rolls-Royce Dart 510, un exemplaire.
- Piper PA-48 Enforcer, prototype d'une version d'attaque au sol motorisée par un turbopropulseur Lycoming T55 de 2 455 ch, dessiné par Cavalier Aircraft, mais racheté et amélioré par Piper Aircraft après 1968. Il fut présenté par deux fois pour le programme d'aide à l'Amérique latine en 1973 et 1983.

## Évolution des caractéristiques et des performances
| Modèle             | NA-73 et NA-83             | NA-91      | NA-97       | NA-99       | NA-104      | NA-109      | NA-126      |
| Nom dans l'USAAF   | XP-51                      | P-51       | A-36A       | P-51A       | P-51B et C  | P-51D       | P-51H       |
| Nom dans la RAF    | Mustang I                  | Mustang IA | -           | Mustang II  | Mustang III | Mustang IV  | -           |
| Envergure          | 11,28 m                    | 11,28 m    | 11,28 m     | 11,28 m     | 11,28 m     | 11,28 m     | 11,28 m     |
| Longueur           | 9,83 m                     | 9,83 m     | 9,83 m      | 9,83 m      | 9,83 m      | 9,83 m      | 10,16 m     |
| Hauteur            |                            |            | 3,73 m      | 3,73 m      | 4,16 m      | 4,16 m      | 3,37 m      |
| Surface alaire     | 21,65 m²                   | 21,65 m²   | 21,65 m²    | 21,65 m²    | 21,65 m²    | 21,65 m²    | 21,65 m²    |
| Masse à vide       | 3 000 kg                   | 3 000 kg   | 3 000 kg    | 3 000 kg    | 3 380 kg    | 3 466 kg    | 3 193 kg    |
| Masse maximale     |                            |            |             | 4 000 kg    | 5 080 kg    | 5 493 kg    | 5 221 kg    |
| Armement           | 4 x 12,7 mm et 4 x 7,62 mm | 4 x 20 mm  | 6 x 12,7 mm | 4 x 12,7 mm | 4 x 12,7 mm | 6 x 12,7 mm | 6 x 12,7 mm |
| Vitesse maximale   |                            |            |             | 628 km/h    | 708 km/h    | 703 km/h    | 785 km/h    |
| Plafond maximal    |                            |            |             |             | 12 770 m    |             | 12 770 m    |
| Autonomie maximale |                            |            |             | 2 000 km    | 2 575 km    | 2 655 km    | 1 886 km    |

## Les différents systèmes de désignation
Plusieurs systèmes de désignation sont appliqués au Mustang tout au long de sa carrière. La première désignation est celle d'usine, gérée par North American, contenant les deux initiales de la société « NA » suivies d'un nombre représentant le numéro contrat passé pour l'avion, par exemple, les NA-83 sont les avions produits pour le second contrat signé avec la RAF. Au départ, le système colle à peu près au modèle qui n'est commandé qu'une seule fois. Avec l'apparition du P-51B et l'augmentation de la production, le système devient un peu plus compliqué car il y a eu plusieurs contrats pour un seul modèle. Les contrats concernant le Mustang sont :
- NA-73X prototype.
- NA-73 première commande britannique 320 avions dont les deux pour l'USAAC.
- NA-83 seconde commande britannique 300 avions.
- NA-91 commande américaine pour le prêt-bail 150 avions.
- NA-97 commande américaine pour 500 bombardiers en piqué A-36A.
- NA-99 commande américaine pour 1 200 chasseurs P-51A.
- NA-101 conversion des deux P-51 en XP-51B.
- NA-102 premier contrat pour le P-51B, 400 avions.
- NA-103 premier contrat pour le P-51C, 1 350 avions.
- NA-104 second contrat pour le P-51B, 1 588 avions.
- NA-105 les prototypes de Mustangs légers.
- NA-106 conversion des deux P-51B en XP-51D.
- NA-107 contrat pour le P-51C annulé.
- NA-109 premier contrat pour le P-51D à Inglewood, 2 500 avions.
- NA-110 contrat pour 100 avions en pièces détachées pour Commonwealth Aircraft Corporation.
- NA-111 second contrat pour le P-51C, 2 500 avions dont 600 furent finalement des P-51D-NT et 1 500 des P-51K.
- NA-112 contrat pour le P-51D annulé.
- NA-117 contrat pour 2500 P-51H annulé.
- NA-120 prototype du P-82.
- NA-122 contrat de 1944 pour le P-51D à Inglewood, 4 000 avions.
- NA-124 contrat pour 2500 P-51M (P-51L produit à Dallas), 1 seul construit avant l'annulation.
- NA-126 contrat pour 555 P-51H.
- NA-127 contrat pour 1400 P-51D annulé.
- NA-129 contrat pour 1455 P-51L annulé.
- NA-138 contrat pour 629 P-51D/E annulé.

L'USAAC, puis l'USAAF, entretiennent un système de désignation complexe, basé sur la version avec une lettre, suivie d'un nombre multiple de cinq pour la sous-version ou bloc de production, et un suffixe pour l'usine de fabrication (-NA pour Inglewood et -NT pour Dallas). Les avions basés sur le NA-73X sont répartis sur cinq types de l'USAAF :
– trois Pursuit (intercepteur) : le P-51, le P-78 (utilisé provisoirement pour le P-51B) et le P-82 (les twin Mustang) ;
– un Attack (attaque), le A-36 ;
– un Fotographic, le F-6 pour les conversions de reconnaissance.
À partir de 1948, avec la création de l'USAF, les désignations sont réorganisées et les avions encore en service reclassifiés, les P-51 deviennent des F-51 (« F » pour Fighter, chasseur) et les P-82, des F-82, les variantes de reconnaissance, elles, deviennent des RF-51 (RF pour Reconnaissance Fighter, chasseur de reconnaissance), les conversions en biplace des TF-51 (TF pour Training Fighter, chasseur d'entraînement).

## Les unités américaines sur P-51 Mustang de 1941 à 1945.
| Groupe | Escadron           | Codes et marquages                                        | Service                                        | Théâtre |
| ------ | ------------------ | --------------------------------------------------------- | ---------------------------------------------- | ------- |
| 1AC    | 5,6                |                                                           | Février-mai 1944 et mai-octobre 1945           | CBI     |
| 2AC    | 1,2                | Bleu, rouge                                               | Novembre 1944-août 1945                        | PTO     |
| 4FG    | 334,335,336        | QP, WD, VF, cône bleu, capot à bandes rouges              | Février 1944-mai 1945                          | ETO     |
| 7PhG   |                    |                                                           | Janvier-mai 1945                               | ETO     |
| 8PhG   | 9,20               |                                                           | 1944                                           | CBI     |
| 10 PhG | 30, 33, 162        | 16, SW, IX                                                | Octobre 1943-juin 1947                         | ETO     |
| 15 FG  | 45, 47, 48         | 51 à 99 vert, 15 à 199 noir, 100 à 149 jaune et noir      | Octobre 1944-août 1945                         | PTO     |
| 20 FG  | 55, 77, 79         | KI, LC, MC                                                | Juillet 1944-mai 1945                          | ETO     |
| 21 FG  | 46, 72, 531        | 200 à 249 bleu, 250 à 299 jaune, 300 à 349 blanc          | Janvier-août 1945                              | PTO     |
| 23 FG  | 74, 75, 76, 118    | 10 à 49, 50 à 99, 100 à 149, 500 à 600                    | Novembre 1943-décembre 1945                    | CBI     |
| 27 FBG | 522, 523, 524      |                                                           | Juin 1943-janvier 1944                         | MTO     |
| 31 FG  | 307, 308, 309      | MX, HL, WZ                                                | Avril 1944-mai 1945                            | MTO     |
| 35 FG  | 39, 40, 41         | 10 à 39 bleu, 40 à 69 rouge, 70 à 99 jaune                | Mars 1945-mais 1951                            | PTO     |
| 51 FG  | 16, 25, 26         | 350 à 399, 200 à 249, 250 à 299                           | Mars 1944-octobre 1945                         | CBI     |
| 52 FG  | 2, 4, 5            | QP, WD, VF                                                | Avril 1944-août 1945                           | MTO     |
| 67 TRG | 12, 15, 107, 109   | ZM, 5M, AX, VX                                            | Octobre 1943-mai 1945                          | ETO     |
| 68 TRG | 16, 122, 154       |                                                           | Mai 1943-juin 1944                             | MTO     |
| 69 TRG | 10, 22, 111, 34    | YC, QL, N5, XX                                            | Janvier-juillet 1945                           | ETO     |
| 71 TRG | 82, 110            | 40 à 69, 10 à 39                                          | Novembre 1944-février 1946                     | PTO     |
| 78 FG  | 82, 83, 84         | MX, HL, WZ                                                | Décembre 1944-septembre 1945                   | ETO     |
| 86 FBG | 525, 526, 527      |                                                           | Juillet 1943-janvier 1944                      | MTO     |
| 311 FG | 528, 529, 530      | 10 à 39, 40 à 69, 70 à 99                                 | Juillet 1943-novembre 1945                     | CBI     |
| 325 FG | 317, 318, 319      | 10 à 39, 40 à 69, 70 à 99                                 | Mai 1944-mai 1945                              | MTO     |
| 332 FG | 99, 100, 301, 302  | A00 à A35, 1 à 39, 91 à 99, 40 à 69, 70 à 90              | Juin 1944-mai 1945                             | MTO     |
| 339 FG | 503, 504, 505      | D7, 5Q, 6N                                                | Mars 1944-mai 1945                             | ETO     |
| 348 FG | 340, 341, 342, 460 | 1 à 25 jaune, 26 à 50 rouge, 51 à 75 bleu, 100 à 139 noir | Janvier-août 1945                              | PTO     |
| 352 FG | 328, 486, 487      | PE, PZ, HO                                                | Avril 1944-mai 1945                            | ETO     |
| 353 FG | 350, 351, 352      | LH, YJ, SX                                                | Septembre 1944-mai 1945                        | ETO     |
| 354 FG | 353, 355, 356      | FT, GQ, AJ                                                | Octobre 1943-novembre 1944 et février-mai 1945 | ETO     |
| 355 FG | 354, 357, 358      | WR, OS, YF                                                | Mars 1944-juin 1945                            | ETO     |
| 356 FG | 359, 360, 361      | OC, PI, QI                                                | Novembre 1944-mai 1945                         | ETO     |
| 357 FG | 362, 363, 364      | G4, B6, C5                                                | Février 1944-mai 1945                          | ETO     |
| 359 FG | 368, 369, 37       | CV, IV, CS                                                | Mai 1944-mai 1945                              | ETO     |
| 361 FG | 374, 375, 376      | B7, E2, E9                                                | Juillet 1944-mai 1945                          | ETO     |
| 363 FG | 380, 381, 382      | A9, B3, C3                                                | Janvier 1944-mai 1945                          | ETO     |
| 364 FG | 383, 384, 385      | N2, 5Y, 5E                                                | Juillet 1944-mai 1945                          | ETO     |
| 370 FG | 401, 402, 485      | 9D, E6, 7F                                                | février-mai 1945                               | ETO     |
| 479 FG | 434, 435, 436      | L2, J2, 9B                                                | Septembre 1944-mai 1945                        | ETO     |
| 506 FG | 457, 458, 462      | 500 à 549 rouge, 550 à 599 noir, 600 à 649 jaune          | Mai-août 1945                                  | PTO     |
| CACW   | 35 FG              |                                                           | 1944-1945                                      | CBI     |

Sigles : AC : commando de l'air ; FG : groupe de chasse ; PhG : reconnaissance photo ; FBG : groupe de chasse-bombardement ; TRG : groupe de reconnaissance tactique ; ETO : théâtre d'opération européen ; MTO : théâtre d'opération méditerranéen ; CBI : théâtre d'opération Chine-Birmanie-Inde ; PTO : théâtre d'opération pacifique (POA + SOPAC + SWPA).

## Production
| Modèle  | NA73      | NA83      | NA91      | A-36A (NA97) | P-51A (NA-99) | P-51B     | P-51C  | P-51D-NA  | P-51D-NT | P-51K-NT | P-51H-NA  | P-51M-NT |
| ------- | --------- | --------- | --------- | ------------ | ------------- | --------- | ------ | --------- | -------- | -------- | --------- | -------- |
| Usine   | Inglewood | Inglewood | Inglewood | Inglewood    | Inglewood     | Inglewood | Dallas | Inglewood | Dallas   | Dallas   | Inglewood | Dallas   |
| Bloc 1  |           |           |           |              | 100           | 400       | 400    | 4         |          | 200      | 20        | 1        |
| Bloc 5  |           |           |           |              | 55            | 490       | 600    | 800       | 200      | 400      | 280       |          |
| Bloc 10 |           |           |           |              | 155           | 510       | 750    | 800       |          | 600      | 255       |          |
| Bloc 15 |           |           |           |              |               | 588       |        | 900       |          | 300      |           |          |
| Bloc 20 |           |           |           |              |               |           |        | 1 600     | 400      |          |           |          |
| Bloc 25 |           |           |           |              |               |           |        | 1 600     | 800      |          |           |          |
| Bloc 30 |           |           |           |              |               |           |        | 800       | 200      |          |           |          |
| Total   | 320       | 300       | 150       | 500          | 310           | 1 988     | 1 750  | 6 504     | 1 600    | 1 500    | 555       | 1        |

## Collection
Le P-51 Mustang est un avion très prisé par les collectionneurs de warbirds, avec plus de 100 appareils dans le monde.

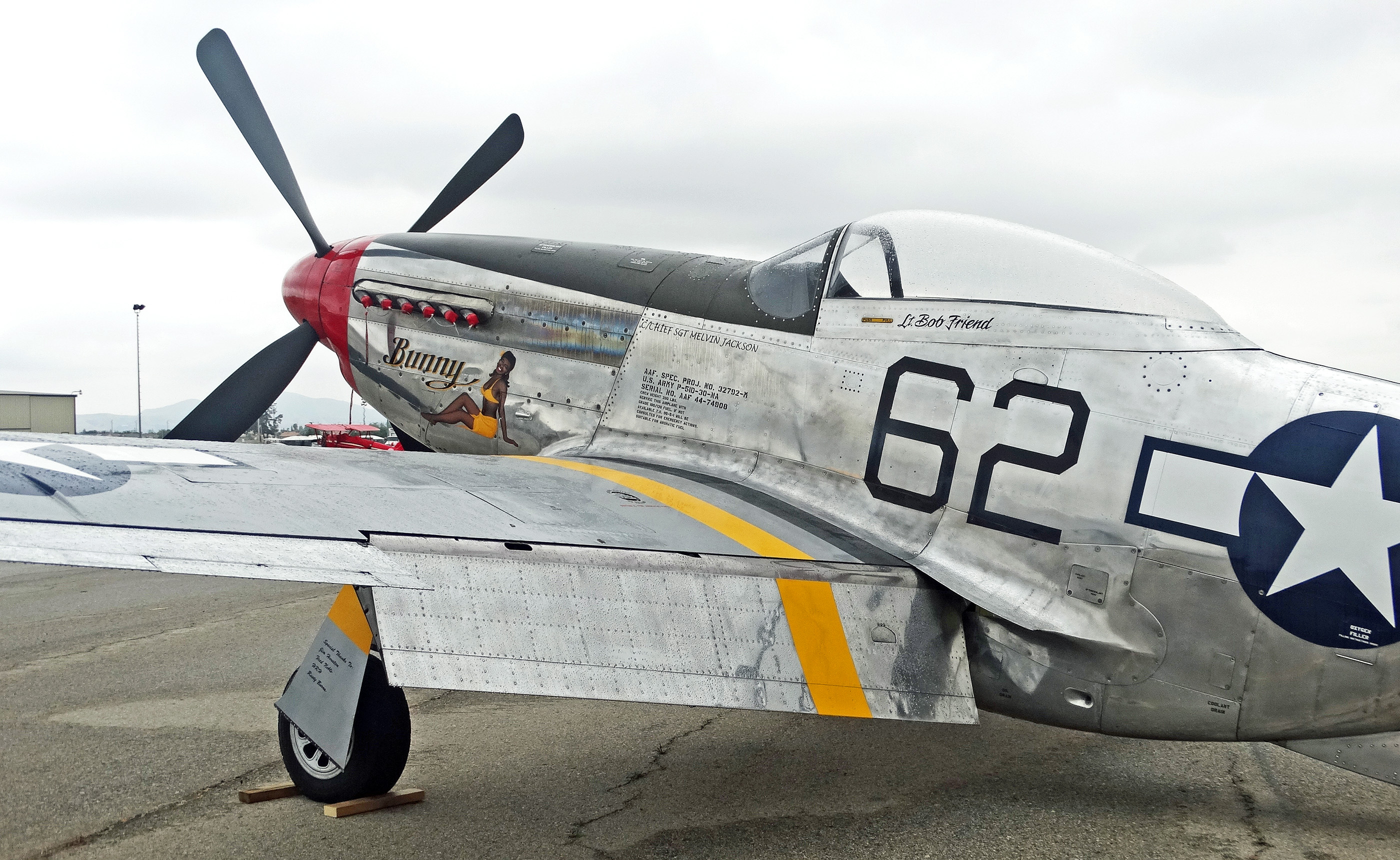
Bunny, 2016.
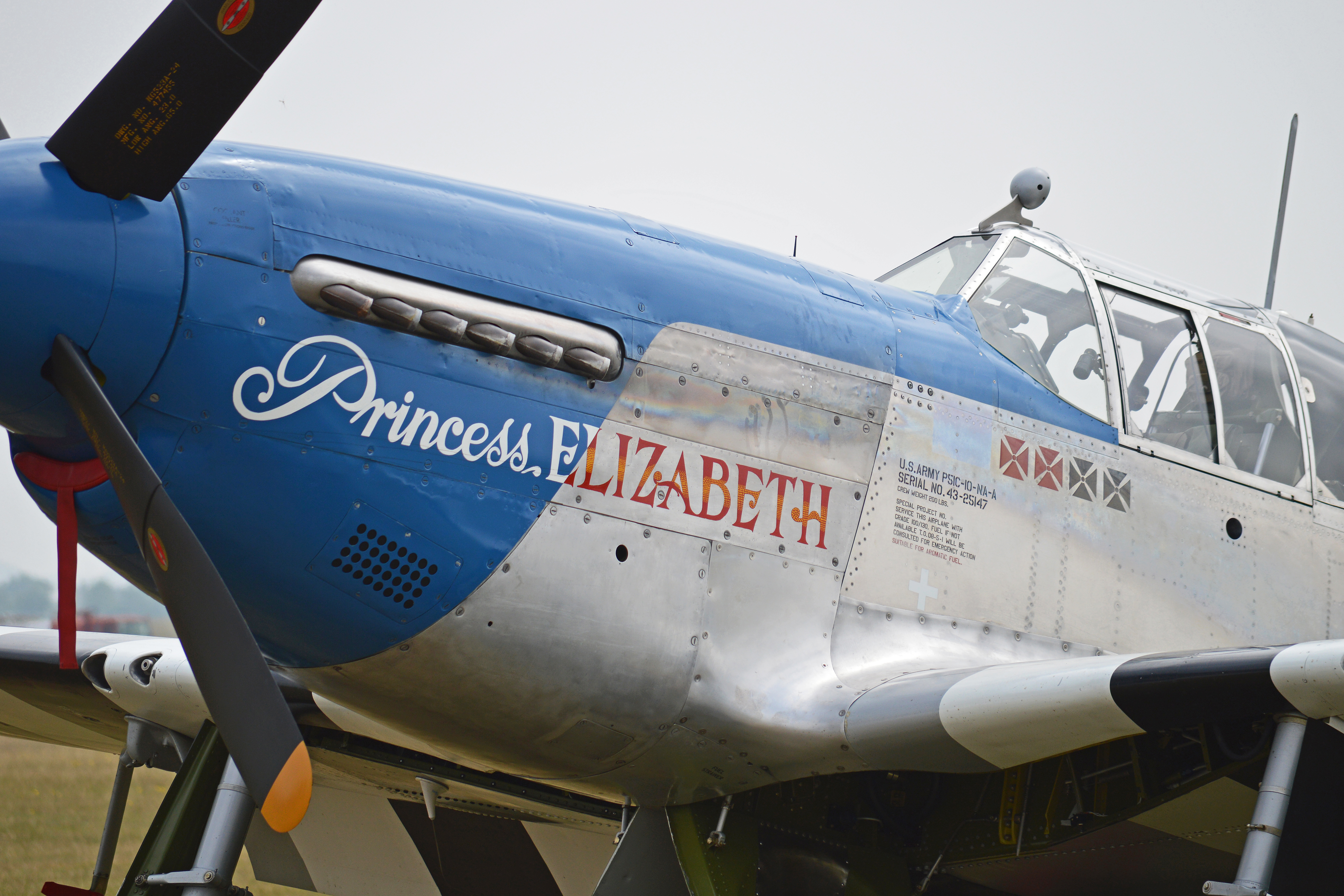
Princess Elizabeth, Flying Legends airshow (en), Duxford, 2013.
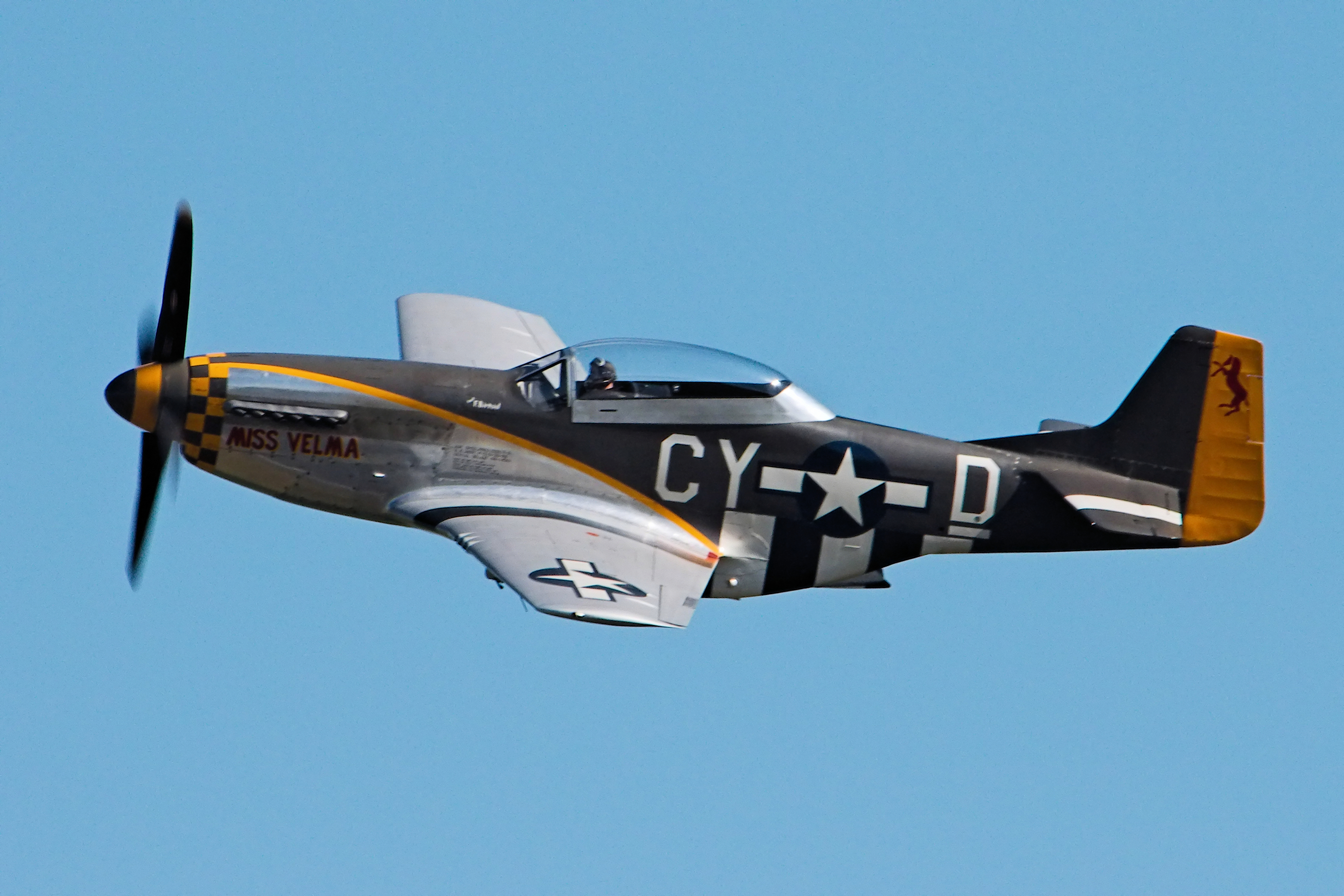
Miss Velma, Flying Legends airshow, Duxford, 2017.

Certains appareils ont été modifiés pour être plus performants[Comment ?], et participent à des courses aériennes.

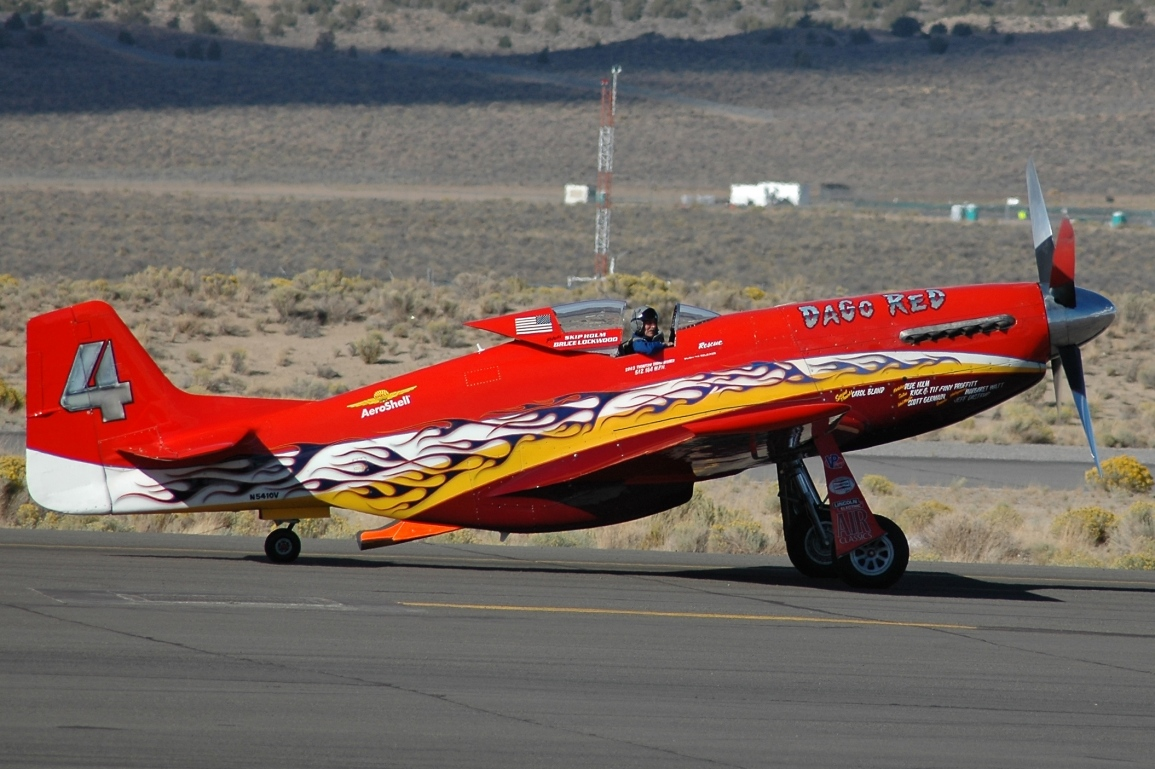
Dago Red, courses aériennes de Reno, 2004.
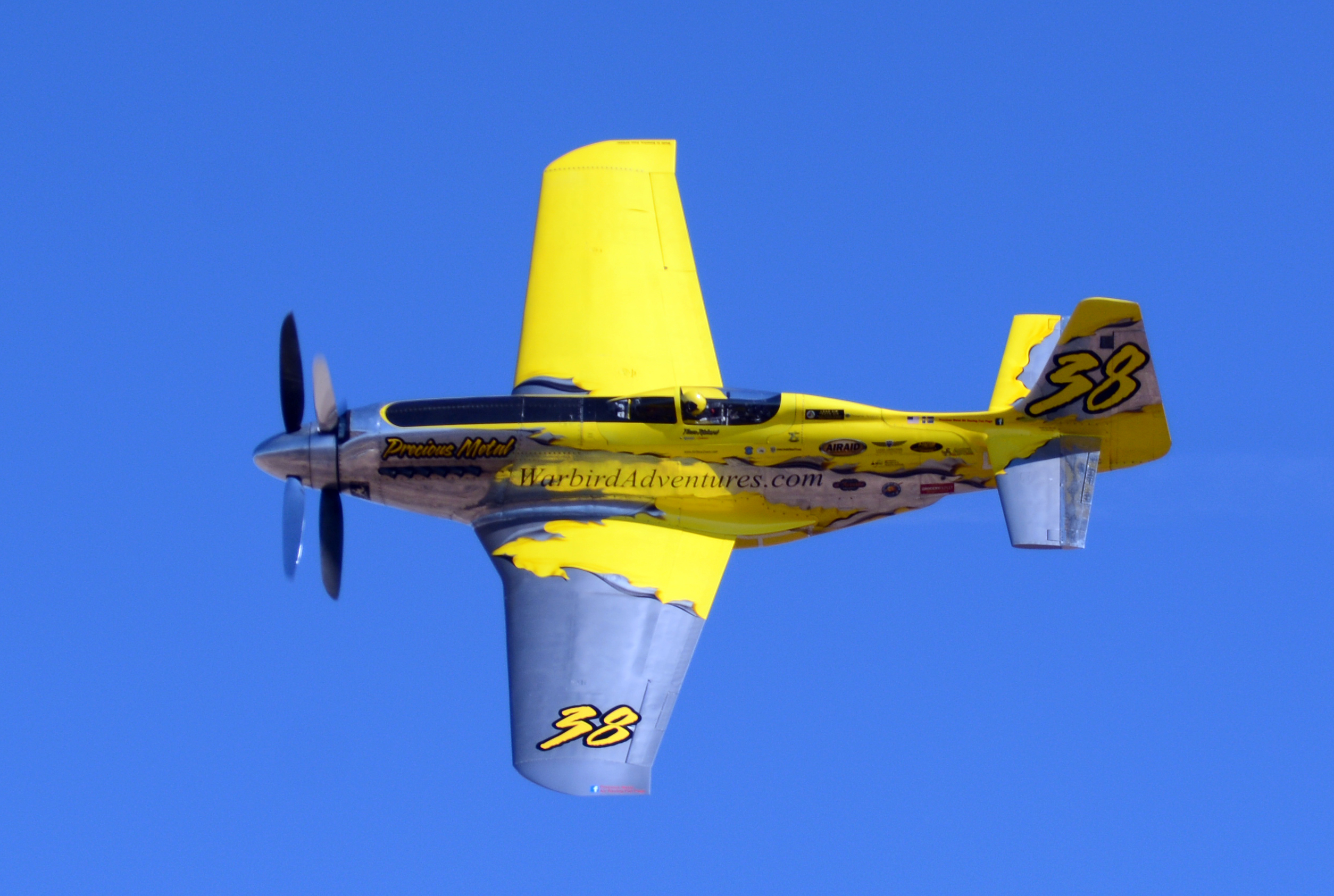
Precious Metal, Reno, 2014.
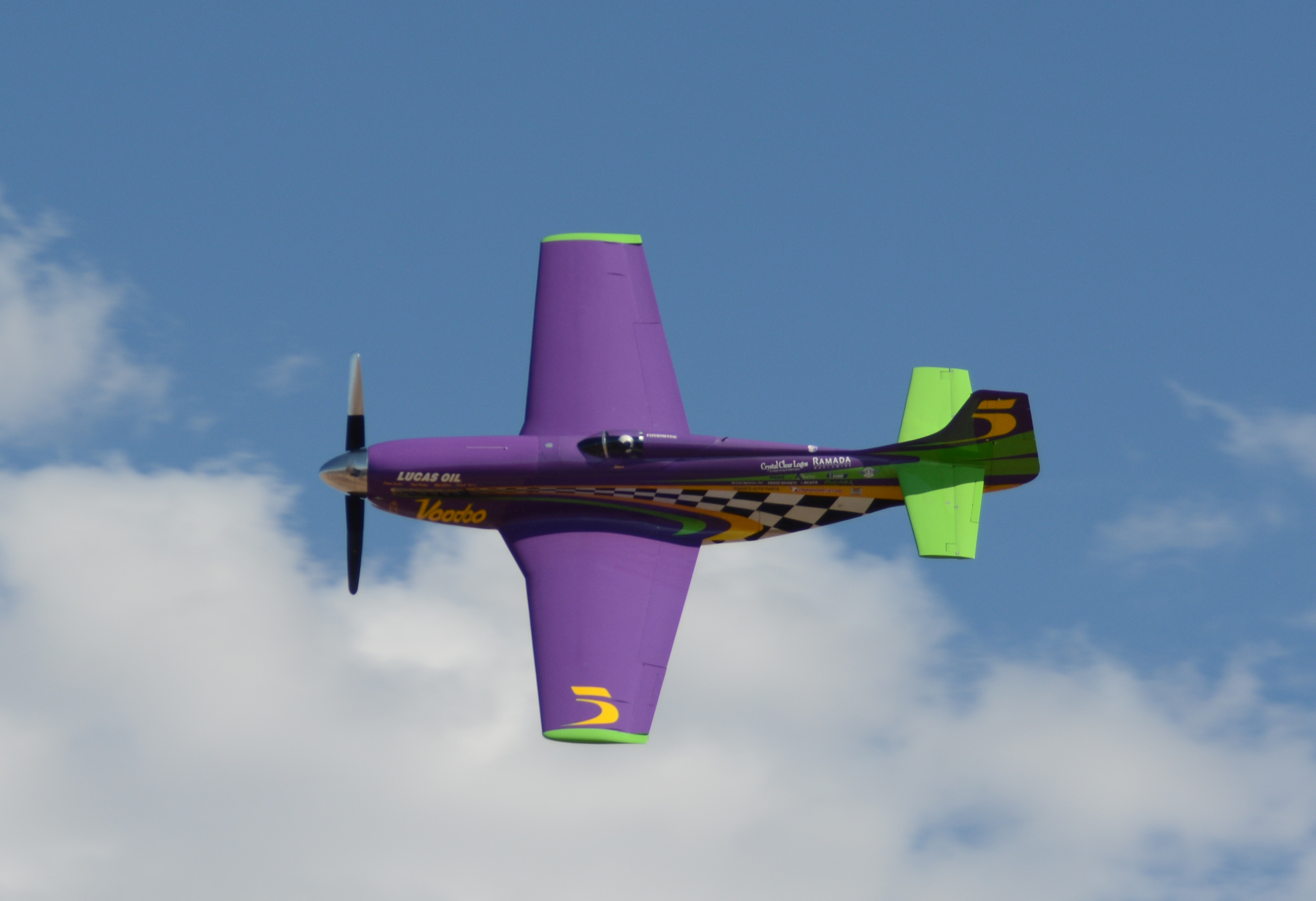
Voodoo, Reno, 2014.

## Jeux vidéo
- Dans le jeu vidéo de stratégie Empire Earth, il est possible de construire des chasseurs P-51 durant l'ère atomique - Seconde guerre mondiale. Il est plus puissant que le chasseur/bombardier Me 262 mais peut uniquement attaquer les unités aériennes. Il peut être amélioré en chasseur F-15 durant l'ère atomique - Moderne.
- Dans le mode de jeu en ligne de Grand Theft Auto V, le P-45 Nokota est une réplique du P-51 Mustang.
- Dans le jeu vidéo War Thunder, de nombreuses variantes du P-51 sont jouables (P-51, Mustang, P-51A, P-51C, P-51D, P-51K, P-51H).
- Dans le jeu vidéo DCS World le P51D Mustang est jouable